# Équipe d'Argentine de football
Cet article traite de l'équipe masculine. Pour l'équipe féminine, voir Équipe d'Argentine féminine de football.
Maillots
L'équipe d'Argentine de football (Selección de fútbol de Argentina) est la sélection de joueurs argentins représentant le pays lors des compétitions internationales de football masculin, sous l'égide de l'Asociación del Fútbol Argentino.
La sélection argentine est, avec la France et le Brésil, l'une des trois sélections à avoir remporté toutes les compétitions internationales les plus importantes : Coupe du monde, Jeux olympiques, Coupe des confédérations et coupe continentale (la Copa América dans le cas de l'Argentine). En outre, elle a remporté deux fois la Coupe des champions CONMEBOL–UEFA en 1993 et 2022. Elle compte à son palmarès trois Coupes du monde, remportées à domicile en 1978 face aux Pays-Bas, au Mexique en 1986 devant l'Allemagne fédérale, portée cette année-là durant le tournoi par les prouesses de Diego Maradona et en 2022 au Qatar face à la France, guidée cette fois par les exploits de Lionel Messi. Elle a aussi disputé et perdu trois finales mondiales, battue en 1930 par l'Uruguay, puis en 1990 et 2014 par l'Allemagne. Au niveau continental, elle compte seize victoires en Copa América (record absolu) depuis 1921.
La sélection argentine est surnommée l'Albiceleste, en référence aux couleurs (bandes blanches et bleues ciel) du drapeau national et du maillot de l'équipe nationale qui comporte trois étoiles, signalant les trois titres du tournoi planétaire.

## Histoire

### Les débuts de l'Argentine
L'Association du football argentin (Asociación del Fútbol Argentino) est fondée en 1893 par l'Écossais Alexander Watson Hutton (en), émigré en Argentine dans les années 1880. Elle a pour but d'organiser le championnat local de football,clubs de Buenos Aires à partir de 1891. Dans le même temps, le football se développe de l'autre côté du río de la Plata, à Montevideo, la capitale de l'Uruguay. Alors qu'un championnat s'y crée à son tour en 1900, les contacts entre les clubs des deux capitales se multiplient.
Le 15 août 1899, une rencontre oppose une sélection des meilleurs joueurs de Montevideo à une sélection venue de Buenos Aires, pour les 70 ans de la reine Victoria du Royaume-Uni. Les Argentins l'emportent 3-2. Le 16 mai 1901, un nouveau match est organisé à Montevideo entre une sélection argentine et une sélection uruguayenne (montée par le club d'Albion Football Club), qui se solde par une victoire sur le score de 3 buts à 2. Cette rencontre est parfois considérée comme une première internationale hors de Grande-Bretagne mais elle n'est aujourd'hui pas reconnue par les fédérations uruguayenne et argentine,. La première rencontre officielle entre les sélections des deux fédérations voisines a lieu le 20 juillet 1902 à Montevideo. L'Uruguay s'incline 6 buts à 0, ce qui reste à ce jour sa plus large défaite.
Entre 1902 et fin 1915, l'Argentine dispute 43 matchs, dont 34 avec l'Uruguay. Ces duels, organisés à Montevideo, Buenos Aires ou Avellaneda en Argentine, sont l'objet de trophées amicaux, Copa Lipton et Copa Newton notamment. La première autre équipe rencontrée est le Chili en 1910, à l'occasion de la Copa Centenario Revolución de Mayo, le prédécesseur de la Copa América, que les Argentins remportent.
De 1912 à 1914, une association dissidente est fondée : la Federación Argentina de Football. Elle dispute notamment en 1914 les premiers matchs contre la sélection du Brésil, aujourd'hui reconnus par la FIFA. La Copa Roca, du nom du président argentin le général Julio Argentino Roca, est instituée entre les deux sélections.
L'Association du football argentin s'affilie à la Fédération internationale de football association (FIFA) en 1912, en même temps que le Chili et trois ans après l'Afrique du Sud, le premier pays non-européen à l'avoir intégré.

### Années 1920-1930: la rivalité avec l'Uruguay

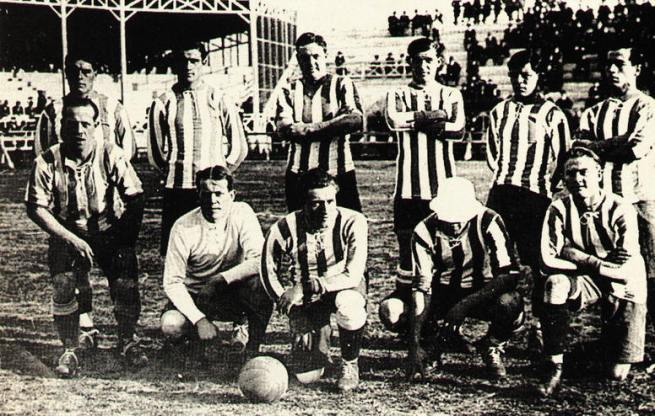
L'équipe d'Argentine en 1916.

En 1916, l'Association du football argentin fonde avec ses homologues uruguayenne, chilienne et brésilienne la Confédération sud-américaine de football (CONMEBOL), qui se charge d'organiser dès lors un Campeonato Sudamericano en français : « Championnat sud-américain des nations » chaque année. La première édition en 1916 a lieu à Buenos Aires. Vainqueurs du Chili (6-1) mais tenus en échec par le Brésil (1-1), les Argentins doivent battre les Uruguayens lors du dernier match pour remporter le trophée. Dans une ambiance étouffante, les deux équipes se séparent sur un match nul et vierge qui fait le bonheur des Uruguayens. Ces derniers remportent trois des quatre premières éditions du tournoi, celui de 1919 n'étant remporté à domicile par le Brésil qu'après un match d'appui.

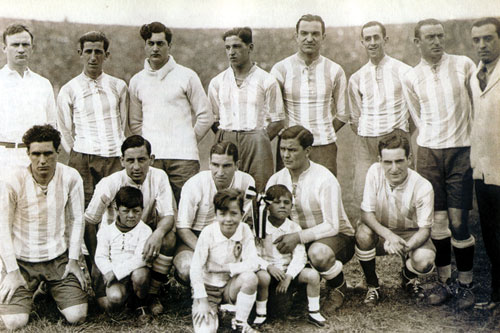
La sélection à la Copa América 1929

L'équipe d'Argentine remporte finalement son premier titre en championnat d'Amérique du Sud en 1921, à domicile, après avoir battu ses trois adversaires. Julio Libonatti marque trois fois, dont deux fois le seul but du match (Libonatti émigre peu de temps après en Italie où il poursuivra sa carrière internationale avec la sélection italienne). Dépossédés de leur titre par le Brésil en 1923, les Argentins remportent de nouveau la couronne continentale en 1925 (en l'absence de l'Uruguay, forfait) et 1927 (grâce à une victoire arrachée sur leurs grands rivaux, 3 buts à 2).

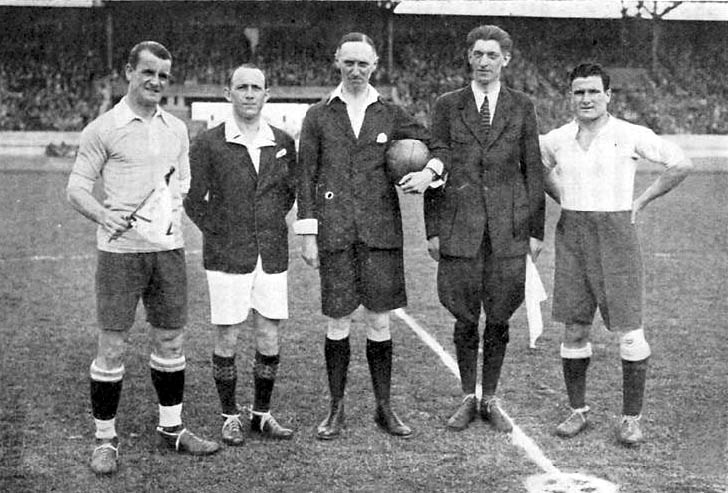
Finale olympique Argentine-Uruguay en 1928. À droite Luis Monti.

Après le triomphe de l'Uruguay lors des Jeux de 1924 à Paris (le premier tournoi mondial de l'histoire), l'Argentine s'inscrit aux Jeux de 1928 à Amsterdam. Comme quatre ans auparavant, les Sud-Américains infligent une leçon à leurs adversaires d'Europe et du reste du monde. Leur jeu collectif basé sur des passes courtes, une bonne technique individuelle et une occupation intelligente de l'espace ne laisse aucune chance à leurs adversaires. Vainqueurs des États-Unis (11-2), de la Belgique (6-3) et de l'Égypte (6-0), les Argentins retrouvent en finale l'Uruguay. Le match fait l'événement populaire. Après une première finale achevée sur un score nul (1-1), l'Uruguay conserve sa couronne olympique en l'emportant 2-1, de justesse. Domingo Tarasconi est meilleur buteur du tournoi avec onze buts en cinq matchs.
Devant le succès populaire de ces tournois mondiaux, la FIFA décide en 1928 d'organiser sa propre compétition, qui soit ouverte aux joueurs professionnels. En 1929, il confie à l'Uruguay l'organisation de la première édition de la Coupe du monde, pour fêter le centenaire de l'indépendance du pays. Double champion olympique en titre et jouant à domicile, l'Uruguay est favori avec l'Argentine, qui a conservé en 1929 son titre continental,.
Les Argentins répondent aux attentes en battant la France (1-0, but de Luis Monti), dans une ambiance tellement hostile qu'ils menacent les organisateurs de ne pas continuer la compétition, le Mexique (6-3), le Chili (3-1), puis les États-Unis (réduits à dix) en demi-finale (6-1). En finale, l'Argentine retrouve son hôte et grand rival, l'Uruguay. Dans une ambiance folle, devant 93 000 spectateurs et de nombreux journalistes, les Argentins mènent à la pause avant de céder et de s'incliner 4 buts à 2. Les buteurs argentins sont Guillermo Stábile, meilleur buteur du tournoi, et Carlos Peucelle,. Outre Stábile, les joueurs vedettes des Albicelestes sont Luis Monti, Mario Evaristo ou Francisco Varallo.
L'inimitié entre les fédérations d'Uruguay et d'Argentine devient telle qu'il empêche le déroulement du championnat sud-américain pendant les années suivantes, tandis que le football n'est pas au menu des Jeux olympiques de 1932. Quatre ans plus tard, l'Argentine se présente à la Coupe du monde en Italie sans deux de ses vedettes, Stábile et Monti, exilées en Europe, et échoue dès son premier tour face à la Suède (3-2, buts d'Alberto Galateo et d'Ernesto Belis). Monti, qui porte désormais les couleurs de l'équipe italienne, est sacré lui champion du monde, en l'absence de l'Uruguay qui a refusé de défendre son titre.
Il faut attendre 1935 pour voir se disputer une édition spéciale du Campeonato sudamericano, que l'Uruguay remporte (le tournoi est officiellement rétabli en 1939). L'Argentine, ainsi que l'Uruguay, ne se déplace pas aux Jeux olympiques de 1936 à Berlin puis refuse de disputer les éliminatoires de la Coupe du monde 1938 en protestation de la décision de la FIFA d'organiser la compétition en France et non en Amérique du Sud.

### Années 1940-1950: le repli en Amérique du Sud
Déjà forfait en 1938, l'Argentine déclare à nouveau forfait en phase éliminatoire pour le mondial brésilien de 1950 puis ne s'inscrit pas pour l'édition de 1954. Ces décisions la privent d'une reconnaissance mondiale, au profit de l'Uruguay, vainqueur d'une deuxième Coupe du monde en 1950, et du Brésil, seule sélection à avoir disputé les cinq premières éditions de la Coupe du monde. Pourtant la sélection argentine dispose ces années-là d'une équipe redoutable, basée sur la légendaire Máquina et ses successeurs à River Plate, vainqueur de neuf titres de champion d'Argentine entre 1937 et 1957. Parmi ses brillants représentants, on peut citer José Manuel Moreno, Adolfo Pedernera et Ángel Labruna.
L'Argentine se replie sur le continent sud-américain en limitant ses apparitions internationales au championnat sud-américain, épreuve qu'elle remporte six fois dans les années 1940 et 1950, en 1941, 1945, 1946 et 1947, puis en 1955 et 1957. Lors de l'édition 1942 du tournoi, dont elle termine au 2e rang, l'Argentine enregistre sa plus large victoire contre l'Équateur, sur le score de 12 buts à 0 (grâce à 5 buts de Moreno et 4 de Masantonio).

### 1957: le succès de Los Carasucias

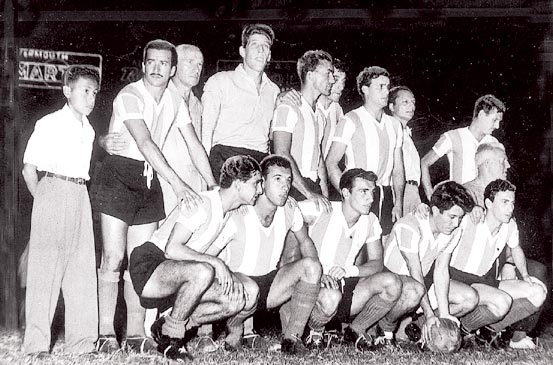
Victoire en Copa América 1957

"Los Carasucias" (les visages sales) est le nom donné à l'équipe d'Argentine de football qui disputa le championnat sud-américain de 1957 à Lima, marquée par la sélection de nombreux jeunes joueurs par le sélectionneur Guillermo Stábile. Cette équipe a survolé la compétition, battant le Pérou (8-2,) l'Équateur (3-0), le champion en titre uruguayen (4-0) et le Chili (6-2). Ils s'imposèrent également (3-0) sur le Brésil de Garrincha et Didi. Ils s'inclinèrent face au Pérou, dans un match sans enjeu.
L'équipe victorieuse fut la meilleure défense, et la meilleure attaque de la compétition. Cette dernière se reposait sur Omar Sivori, élu meilleur joueur du tournoi, Humberto Maschio, meilleur buteur de la compétition, et Antonio Valentín Angelillo, qui ont inscrit 21 buts à eux trois. Or, si elle fut d'ores et déjà annoncée favorite de la coupe du monde de 1958, cette équipe ne fut celle que d'une compétition marquant une parenthèse enchantée, les trois attaquants rejoignant respectivement la Juventus de Turin, Bologne et l'Inter Milan à une époque où l'on ne pouvait sélectionner des joueurs évoluant à l'étranger, seuls trois rescapés de l'épopée de 1957 s'envoleront en Suède.

### De 1958 aux années 1970: une traversée du désert
Malgré ces départs, les champions d'Amérique du Sud en titre font leur retour en Coupe du monde en 1958 en Suède avec ambition. Or, l'aventure tournera court.

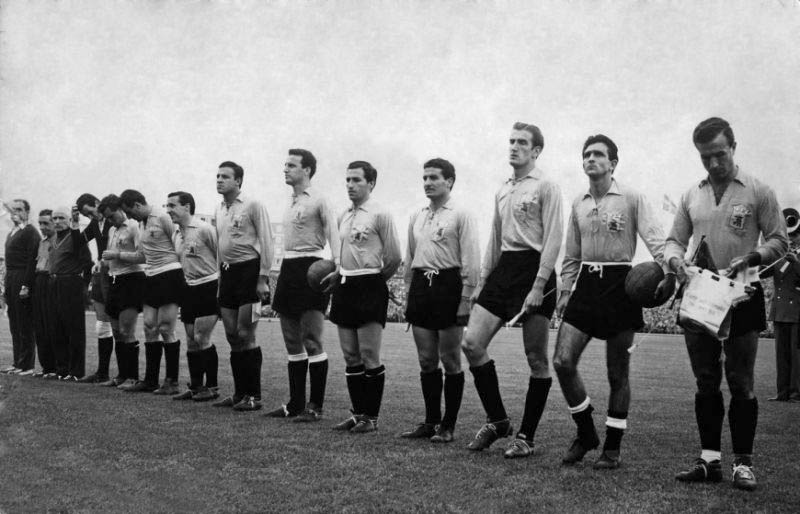
L'Albiceleste au mondial 1958.

 Au premier tour du tournoi, l'Argentine s'incline d'abord face aux champions du monde en titre, l'Allemagne (3-1), se rattrape en dominant une étonnante Irlande du Nord avant de s'effondrer et recevoir une des plus larges défaites de son histoire, le 15 juin 1958, contre la Tchécoslovaquie (6-1). L'événement est connu en Argentine comme le desastre de Suecia en français : « désastre de Suède ». Le seul buteur argentin du match est Oreste Corbatta.

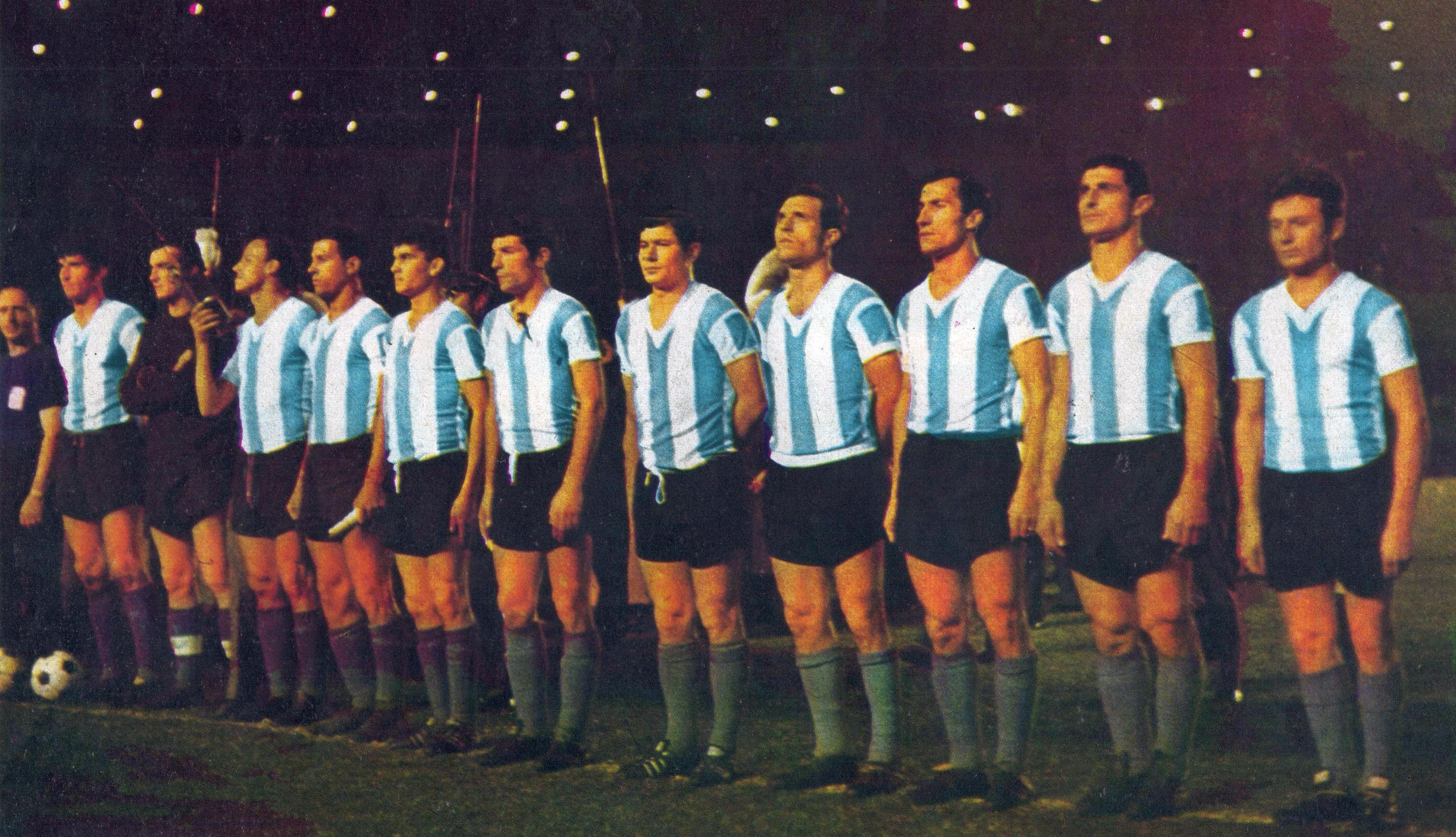
Sélection argentine en 1964

Quatre ans plus tard au Chili, les Argentins ne parviennent pas à dépasser le premier tour non plus, malgré la présence dans leurs rangs du buteur José Francisco Sanfilippo. Après une victoire face à la Bulgarie (1-0), une défaite face à l'Angleterre (1-3), les Argentins doivent l'emporter face à la Hongrie pour poursuivre leur route. L'Albiceleste ne parvient pas forcer le verrou hongrois et se trouve devancée à la moyenne de buts.
Lors de la Coupe du monde 1966 en Angleterre, l'Argentine de Luis Artime et Ermindo Onega franchit cette fois le premier tour, grâce à un succès tardif face à l'Espagne, champion d'Europe en titre, et un match nul contre l'Allemagne, notamment. En quart de finale, elle est éliminée par le pays hôte et futur vainqueur, l'Angleterre, à Wembley sur le score de 1-0, sur un but de l'Anglais Geoffrey Hurst. Ce match, au cours duquel le capitaine argentin Antonio Rattín est expulsé pour contestations dès la demi-heure de jeu, est resté célèbre pour son âpreté et sa brutalité,.
Trois ans plus tard, pendant l'été 1969, l'Argentine passe à côté des qualifications à la Coupe du monde 1970, organisée au Mexique. Troisième et dernière de son groupe de qualification, derrière la Bolivie et le Pérou, elle ne participe pas au tournoi survolé par son rival brésilien.
Parallèlement à ces performances décevantes en Coupe du monde, l'Argentine perd son leadership continental et en ne remporte plus de couronne continentale après celle de 1959, gagnée à domicile. Lors du 2e tournoi de l'année 1959, en Équateur, l'Argentine enregistre une humiliante défaite contre l'Uruguay, 5 buts à 0.

Pourtant les motifs d'espoir existent. Les années 1960 sont fertiles pour les clubs argentins : Independiente, le Racing Club et Estudiantes remportent six fois la Copa Libertadores, la coupe des clubs champions d'Amérique du Sud, entre 1964 et 1970. Et en juillet 1966, l'Argentine se voit confier par la FIFA l'organisation de la Coupe du monde de 1978.

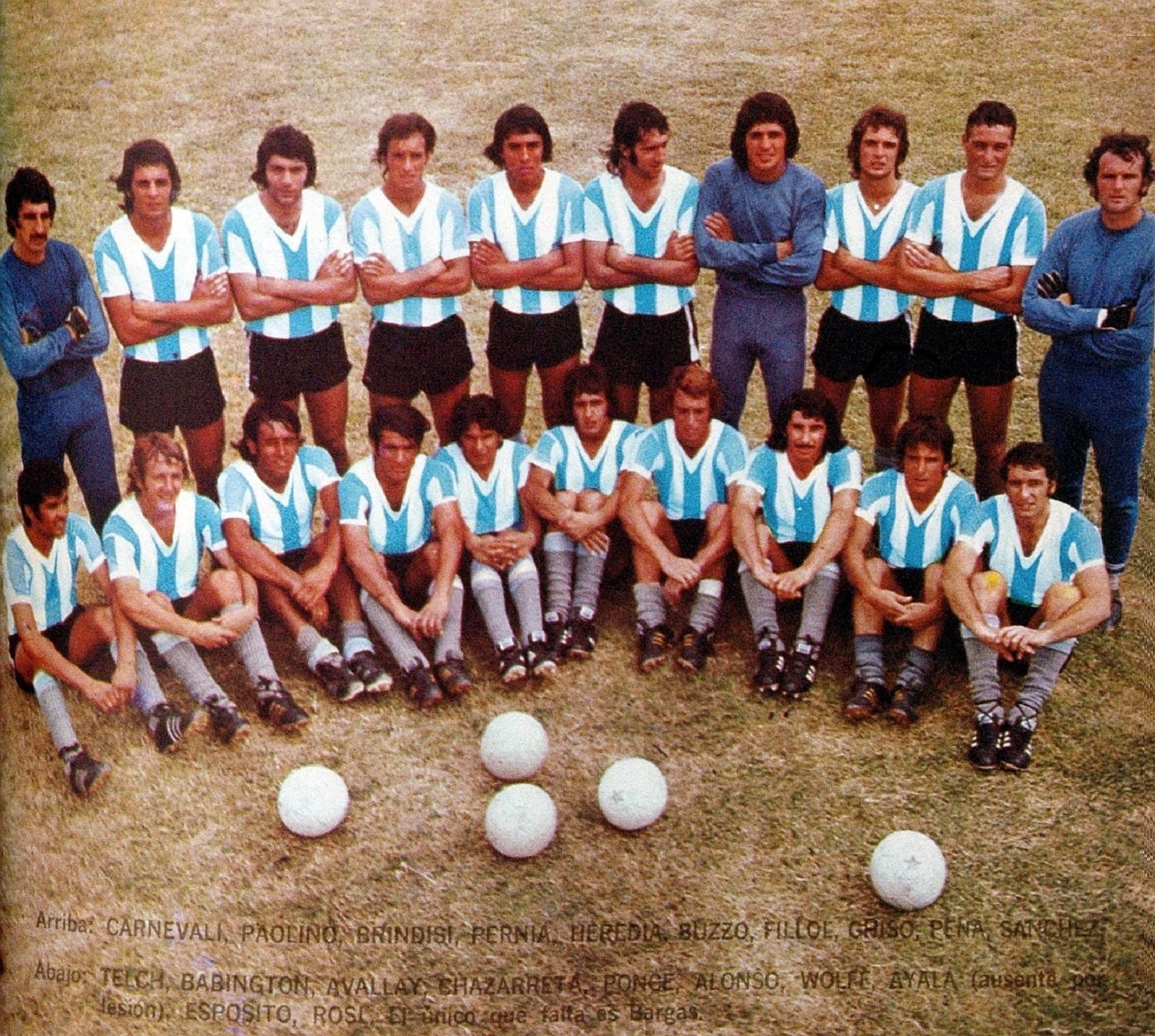
L'équipe en 1973.

### 1974-1982: l'ère Menotti et la consécration mondiale en 1978 à domicile

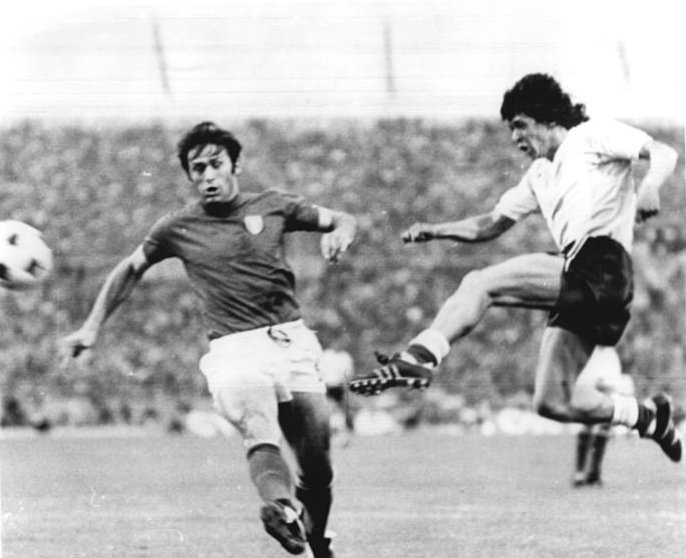
But de René Houseman contre l'Italie à la Coupe du monde 1974

L'Argentine se présente à la Coupe du monde 1974 avec un effectif renouvelé et prometteur, dirigé par un jeune entraineur, César Luis Menotti. Les jeunes Mario Kempes et René Houseman sont encadrés par des joueurs plus chevronnés comme Hector Yazalde et Roberto Perfumo. Au premier tour, elle devance à la différence de buts l'Italie, vice-championne du monde en titre, pour la deuxième place qualificative de son groupe. Au second tour elle est surclassée par les Pays-Bas de Johan Cruijff (0-4), qui marquent le tournoi par l'application de leur « football total, » puis battue par le Brésil, tenant du titre (1-2). Lors de la dernière journée elle parvient à prendre un point contre la RDA (1-1) mais ne peut éviter la dernière place du groupe à la différence de buts. À la sortie du tournoi, la sélection dispose de quatre années pour préparer « sa » coupe du monde, qu'elle se prépare à organiser pour la première fois.

Les généraux au pouvoir depuis le coup d'État de 1976 gardent leur confiance en Menotti et lui confient la mission de remporter le titre mondial, afin de redorer le blason du régime dictatorial. À l'orée de la compétition, Menotti hésite un temps à s'appuyer sur un tout jeune joueur de 18 ans, nommé Diego Maradona. Il renonce finalement à sélectionner le prodige et fait confiance à des joueurs comme Daniel Passarella, le défenseur et capitaine, Osvaldo Ardiles, Daniel Bertoni ou encore Mario Kempes, qui brille par son efficacité en Liga espagnole avec le FC Valence. L'équipe d'Argentine ne termine que deuxième de son groupe du premier tour, derrière l'Italie qui la bat 1-0 à Buenos Aires alors que les deux équipes étaient déjà qualifiées, mais devant la France et la Hongrie, défaites chacune 2-1. Lors du second tour les Argentins prennent le dessus sur la Pologne (2-0, doublé de Kempes), puis partagent les points avec le Brésil (0-0) avant de jouer un match décisif contre le Pérou. Avantagés par un calendrier « maison » qui leur permet de jouer en horaire décalé en nocturne et donc en connaissant les résultats des autres équipes de leur groupe, les Argentins savent qu'il doivent l'emporter par quatre buts d'écart pour devancer le Brésil à la différence de buts et se qualifier pour la finale. Ils l'emportent six buts à rien ce qui ne va pas sans créer quelques soupçons dans un pays gangrené par la violence. Mario Kempes et Leopoldo Luque inscrivent chacun un doublé. La finale les oppose aux Pays-Bas au stade Monumental de Buenos Aires, où volent des milliers de papelitos. Kempes, auteur d'un nouveau doublé, offre à son pays sa première Coupe du monde (3-1 après prolongation) et se voit élu meilleur joueur du tournoi. Daniel Bertoni est l'autre buteur du match pour les Argentins,.

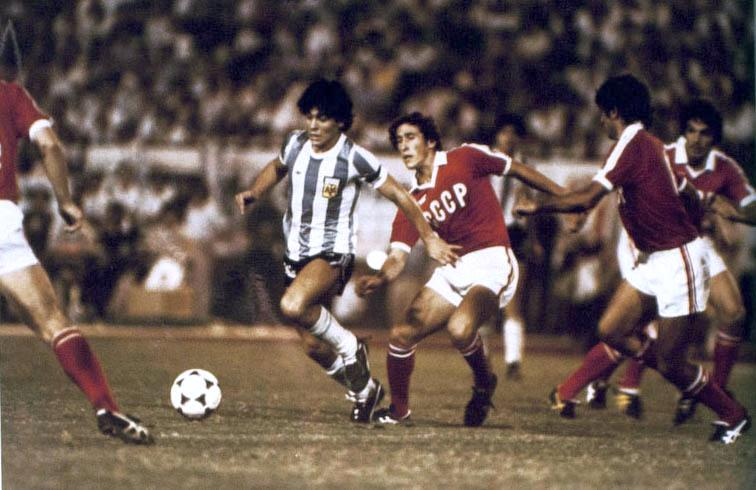
Diego Maradona contre l'URSS en 1979.

César Luis Menotti est toujours à la tête de la sélection qui débarque en Espagne avec pour mission de conserver son titre lors de la Coupe du monde 1982. Malgré Diego Maradona, cette fois incontournable, les Argentins perdent le match d'ouverture contre la Belgique avant de se ressaisir et de se qualifier pour le second tour. Dans une poule de trois équipes offrant une seule place en demi-finales, l'Argentine est éliminée en subissant deux nouvelles défaites, contre l'Italie (2-1, but de Daniel Passarella) et le Brésil (3-1, but de Ramón Díaz). Pour Maradona, expulsé contre le Brésil, ce premier Mondial est à oublier.

### 1983-1994: l'ère Maradona, de l'apogée de 1986 au déclin
Au sortir de cette Coupe du monde décevante, la fédération argentine offre le poste de sélectionneur à Carlos Bilardo, récent champion d'Argentine avec Estudiantes de La Plata, en remplacement de César Luis Menotti. L'objectif assigné au nouveau sélectionneur est de gagner une nouvelle Coupe du monde après le triomphe de 1978, en appliquant les principes de jeu qui ont fait le succès d'Estudiantes les années précédentes. Bilardo fait appel à de nouveaux joueurs, venant notamment de son ancien club et du CA Independiente. Sa première compétition à la tête de l'équipe, la Copa América 1983, voit les Argentins, sans Maradona ni Passarella, battre le Brésil mais être éliminés en phase de groupe à la suite de deux matchs nuls face à l'Équateur.

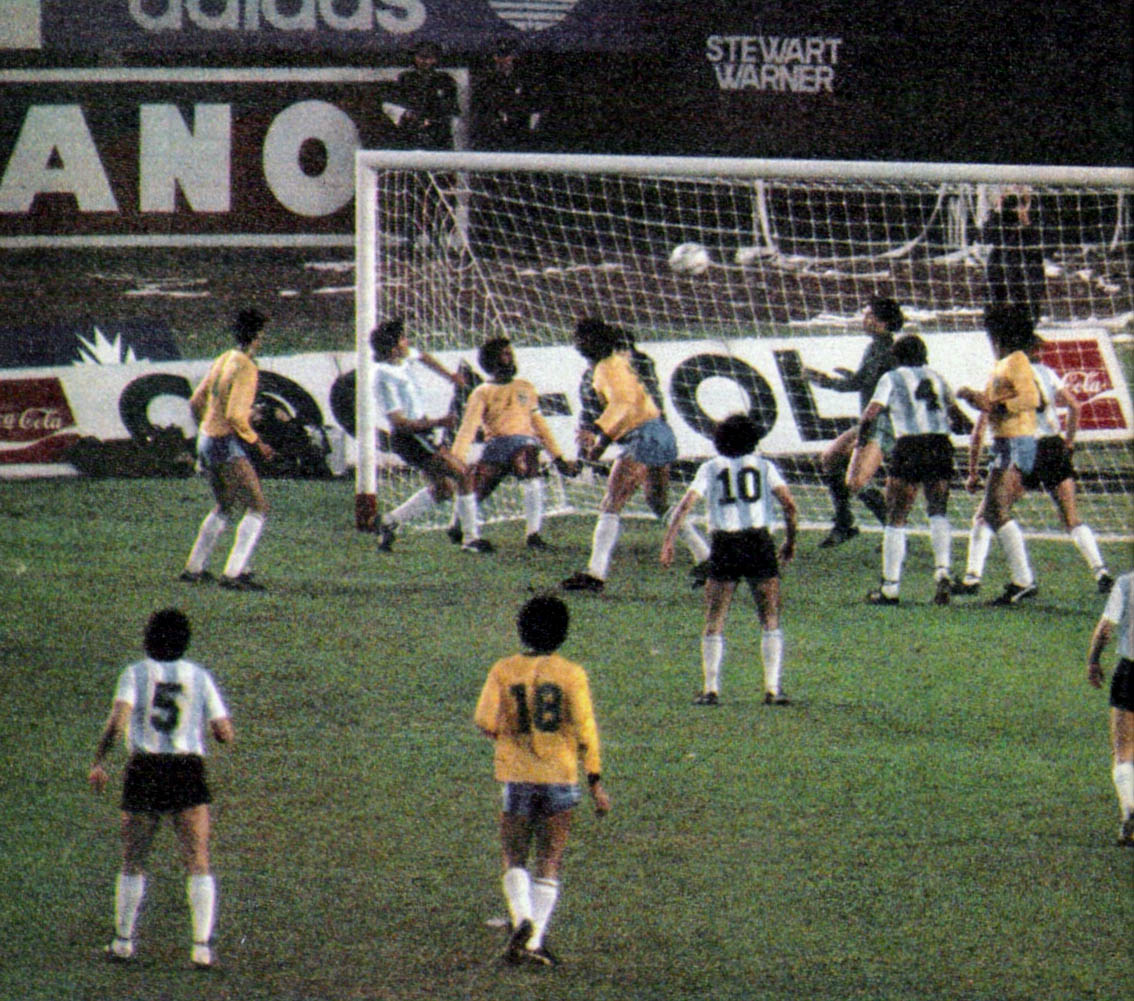
Rencontre face au Brésil en 1983

Bilardo fait du meneur de jeu Diego Maradona son capitaine, au détriment de Daniel Passarella, capitaine des deux derniers mondiaux mais dont les relations avec Maradona et Bilardo deviennent difficiles. Les résultats décevants de l'Albiceleste lors des éliminatoires de la Coupe du monde avivent le scepticisme des médias. Finalement Passarella offre d'une passe décisive le but crucial à Ricardo Gareca face au Pérou en juin 1985, assurant la qualification de la sélection.
Pour la Coupe du monde 1986 au Mexique, dont l'Argentine n'est pas particulièrement favorite, Bilardo met en place un nouveau système de jeu en 3-5-2 qui surprend les observateurs, avec un libero et deux stoppeurs, cinq milieux de terrains et deux attaquants. Il va bénéficier de la forme exceptionnelle de Diego Maradona, qui fait désormais le bonheur du club italien de SSC Naples, entouré efficacement par l'attaquant Jorge Valdano, le milieu Jorge Burruchaga ou le défenseur Oscar Ruggeri notamment. Après quatre premiers matches bien menés (contre la Corée du Sud 3-1, l'Italie 1-1, la Bulgarie 2-0 et l'Uruguay 1-0), l'équipe d'Argentine passe avec succès le test anglais en quart de finale, en gagnant 2-1 grâce à deux buts extraordinaires de Maradona : un de la main à l'insu de l'arbitre, connu comme la « Main de Dieu », et un autre après un slalom exceptionnel au cœur de la défense adverse – un but qui sera élu le plus beau but de toute l'histoire de la coupe du monde. Après avoir écarté facilement la Belgique en demi-finale (2-0, doublé de Maradona), l'Argentine remporte la finale face à l'Allemagne au Stade Azteca de Mexico (3-2, buts de Jorge Burruchaga, de Jorge Valdano et de José Luis Brown). Si ce succès porte avant tout la marque de Diego Maradona, auteur de cinq buts et cinq passes décisives et élu meilleur joueur de la compétition, il permet aussi à Carlos Bilardo de rejoindre César Luis Menotti dans le cœur des supporteurs argentins,. L'entraîneur, qui a signé une prolongation de quatre ans à la tête de sélection, écrit quelques mois plus tard le livre Así Ganamos, en français : « Comment nous avons gagné », qui raconte dans les détails cette victoire.

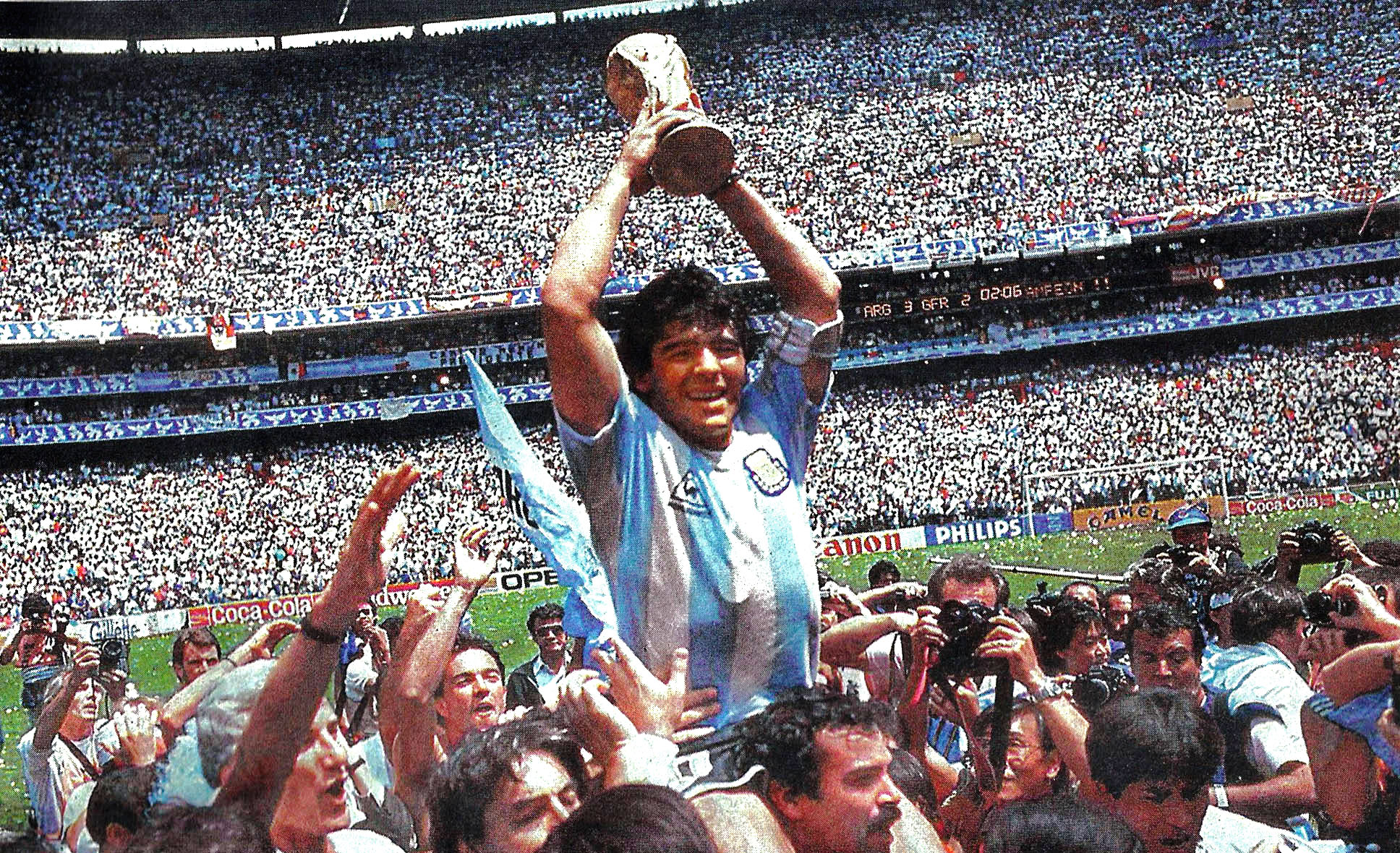
Photographie de Diego Maradona, tenant la coupe du monde au Estadio Azteca, le 29 juin 1986

Lors de la Copa América 1987, organisée en Argentine, l'Albiceleste se qualifie pour les demi-finales mais est éliminée à domicile par l'Uruguay (0-1), avant de s'incliner deux jours plus tard lors du match pour la troisième place, face à la Colombie. Deux ans plus tard, la Copa América 1989 est organisée par le Brésil. Les Argentins se qualifient pour le groupe final de quatre équipes mais s'y inclinent face au Brésil et l'Uruguay, ce qui les repoussent sur la troisième place du podium.
Diminuée par les blessures de plusieurs joueurs mais renforcée par l'éclosion de plusieurs jeunes (Caniggia, Goycochea), la sélection argentine de la coupe du monde 1990, en Italie, est moins brillante que sa devancière mais montre du caractère. L'Argentine a l'occasion de remporter une troisième coupe du monde en douze ans, un exploit qui n'a été réalisé que par le Brésil entre 1958 et 1970. En dépit d'une défaite lors du match d'ouverture face au Cameroun, l'équipe de Bilardo monte en régime tout au long de la compétition en battant un Brésil poussif en huitièmes (1-0, but de Claudio Caniggia), dans des circonstances troubles, la Yougoslavie en quarts (aux tirs au but) et surtout le pays hôte, l'Italie, dans le stade San Paolo de Naples acquis à Diego Maradona, encore aux tirs au but. En finale à Rome, la RFA de Lothar Matthäus empêche l'Argentine de remporter une troisième coupe, en s'imposant 1-0 sur un pénalty contesté d'Andreas Brehme. Les Argentins finissent le match avec deux expulsés et lors de la remise des prix, Maradona est conspué par le public romain qui avait déjà sifflé l'hymne argentin.
Après la Coupe du monde 1990, Alfio Basile remplace Bilardo. Son début de mandat est marqué par un coup de tonnerre : le 29 mars 1991, Maradona, hors de forme depuis le Mondial, est contrôlé positif à la cocaïne. Suspendu pendant plus d'un an, le meneur de jeu quitte la sélection. Pendant ce temps, l'Argentine, qui s'appuie sur Leonardo Rodríguez, Claudio Caniggia et Diego Simeone et bénéficie de l'éclosion du buteur Gabriel Batistuta, va enrichir son palmarès. Pendant l'été 1991, elle remporte assez facilement la Copa América au Chili, en remportant six victoires en sept matchs. C'est son premier titre continental depuis 32 ans. Batistuta, auteur de six buts, est meilleur buteur du tournoi. Puis la sélection enchaîne avec la Coupe du Roi Fahd (bientôt renommée Coupe des confédérations) face à l'Arabie saoudite, championne d'Asie, la Coupe Artemio-Franchi en 1993 face au Danemark, champion d'Europe, et la Copa América 1993. Portée par les exploits de son gardien Sergio Goycochea, héroïque en 1990, elle s'impose finalement 2-1 face au Mexique en finale, grâce à un doublé de Batistuta.
L'Argentine de Basile réalise une série de 33 rencontres sans défaite, avant de sombrer brutalement 5-0 au Monumental le 5 septembre 1993 face à la Colombie de Valderrama, Cordoba et Asprilla, lors d'un match décisif pour la qualification à la Coupe du monde. Obligés de passer par les barrages, les Argentins, rejoints par Diego Maradona redevenu capitaine, se sortent de justesse du piège tendu par l'Australie, grâce au but contre son camp d'un Australien.
La vedette argentine, 34 ans, gagne ainsi sa place pour le Mondial 1994 aux États-Unis. L'Argentine remporte ses deux premiers matches (4-0 contre la Grèce et 2-1 contre le Nigeria) avant que Maradona ne soit exclu par la FIFA pour dopage à l'éphédrine. La sélection ne s'en remet pas et s'incline prématurément contre la Roumanie (3-2, buts d'Abel Balbo et de Gabriel Batistuta) dès les huitièmes de finale.

### L'attente interminable d'un nouveau trophée (1994-2018)
Basile cède sa place à Daniel Passarella, capitaine emblématique de l'Argentine victorieuse en 1978. Il entame son mandat par une nouvelle édition de la Coupe du roi Fahd, où l'Argentine s'incline en finale contre le Danemark. La Copa América 1995, en Uruguay, est un échec. Lourdement défaits par les États-Unis en poule (3-0), les Argentins sont éliminés en quart de finale par le Brésil aux tirs au but (2-2, 4-2 tab). Deux ans plus tard, Pasarella subit un nouveau revers avec une sélection bis, son équipe s'inclinant encore une fois dès les quarts de finale, face au Pérou (2 buts à 1). Malgré tout, l'Argentine réalise un bon parcours de qualifications pour la Coupe du monde, et l'AFA fait confiance à Passarella pour emmener la sélection en France.

#### De déceptions en déceptions (1998-2014)
Sélectionneur autoritaire, Pasarella entretient des relations conflictuelles avec certains joueurs. Fernando Redondo, un des meilleurs joueurs du moment, n'est pas sélectionné pour la Coupe du monde 1998. Malgré cela, l'Argentine, qui compte nombre de grands joueurs (les défenseurs Ayala, Sensini, Zanetti, les milieux Simeone, Verón, Ortega, Claudio López et Batistuta), est un favori attendu. Victorieuse du Japon (1-0), de la Jamaïque (5-0, avec un triplé de Batistuta) et de la Croatie (1-0), l'Albiceleste affronte en 8e de finale l'Angleterre, qu'elle élimine très difficilement (2-2 dans le temps réglementaire, puis 4 tirs au but à 3) au bout d'un match marqué par un but exceptionnel de Michael Owen et l'expulsion de David Beckham, aux prises avec Simeone,. L'Argentine s'incline finalement au tour suivant face aux Pays-Bas. Au bout d'un match indécis – les équipes sont à égalité (1-1) et comptent chacune une expulsion – Dennis Bergkamp force la décision d'un but exceptionnel, à la réception d'une ouverture de 50 m.
Marcelo Bielsa, surnommé El loco, en français : « Le fou », reprend les rênes de la sélection pour quatre ans, avec la même mission de remporter un troisième titre mondial. Lors de la Copa América 1999, sa sélection bis s'incline en quart de finale contre le Brésil. Auparavant, elle avait perdu lourdement contre la Colombie (3-0), lors d'un match marqué par les trois penaltys manqués par Martín Palermo. En 2001, la Copa América a lieu en Colombie et face au contexte terroriste, l'Argentine décide de ne pas y participer.
À la tête d'une Argentine séduisante, emmenée par Batistuta, Verón, Ortega et Hernán Crespo, il obtient aisément la qualification pour le Mondial 2002 avec 13 victoires et 4 matchs nuls en 18 rencontres. L'Argentine débarque en favorite au Japon mais elle tombe de haut en ne parvenant pas à passer le premier tour : après une petite victoire sur le Nigeria, finaliste de la dernière Coupe d'Afrique des nations (1-0), elle s'incline face à l'Angleterre sur un but de Beckham et n'obtient pas la victoire qui lui est nécessaire face à la Suède (1-1). Le « groupe de la mort » a été fatal aux Argentins.
Affecté par cet échec, Bielsa est cependant reconduit à la tête de la sélection. Il engage un changement de génération avec les retraites de Simeone, Batistuta et les déclins d'Ortega, Lopez et Verón, et obtient deux résultats majeurs en 2004, avec une finale en Copa América, perdue face au Brésil aux tirs au but (2-2, tab 4-2), puis une médaille d'or aux Jeux olympiques d'Athènes avec la sélection olympique. Cette dernière, limitée aux joueurs de moins de 23 ans encadrés par Ayala et Kily González, est portée par le talent de Carlos Tévez, meilleur buteur du tournoi. Quelques semaines plus tard, Bielsa quitte son poste à la surprise générale. Il est remplacé par José Pékerman, chargé de longue date de la sélection des moins de 20 ans, triple championne du monde en 1995, 1997 et 2001.

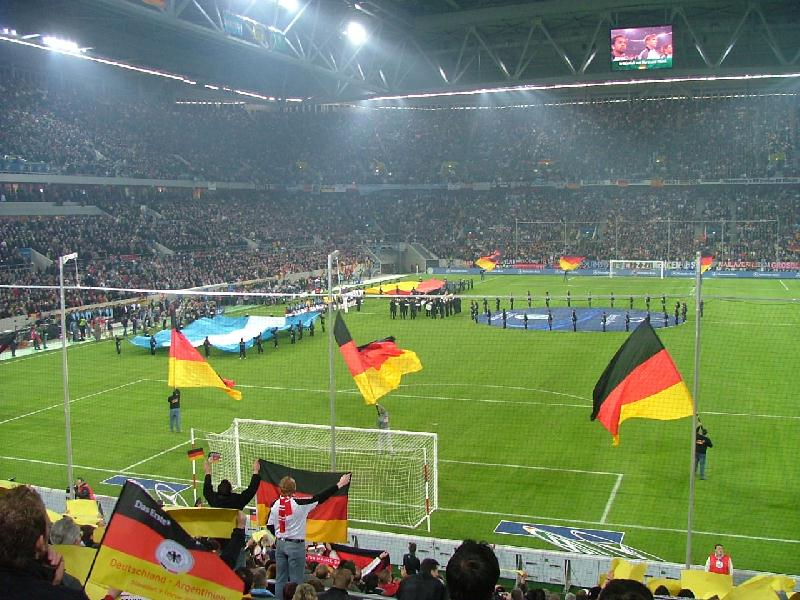
Match contre l'Allemagne en amical le 9 février 2005.

L'Argentine de Pekerman se qualifie sans souci pour la Coupe du monde 2006 en Allemagne. Le meneur de jeu Juan Román Riquelme, absent en 2002, en est devenu une pièce importante. Lionel Messi, ailier de 18 ans présenté comme l'héritier de Maradona, est du voyage. Après une première victoire contre la Côte d'Ivoire (2-1), l'Argentine impressionne contre la Serbie-Monténégro, battue 6-0, où Messi devient le 5e plus jeune buteur de l'histoire de la Coupe du monde. Maxi Rodríguez inscrit le plus beau but du tournoi en huitièmes de finale contre le Mexique (battu 2-1 a.p.). Le parcours de cette équipe séduisante s'arrête pourtant en quart de finale face à l'Allemagne, pays hôte. Alors que sa sélection mène au score grâce à Ayala, Pekerman fait sortir Riquelme et son buteur Crespo pour tenter de tenir le score. Les Allemands égalisent finalement et l'emportent aux tirs au but (4-2). À la suite de cet échec, Pekerman décide de démissionner et Riquelme prend sa retraite internationale.

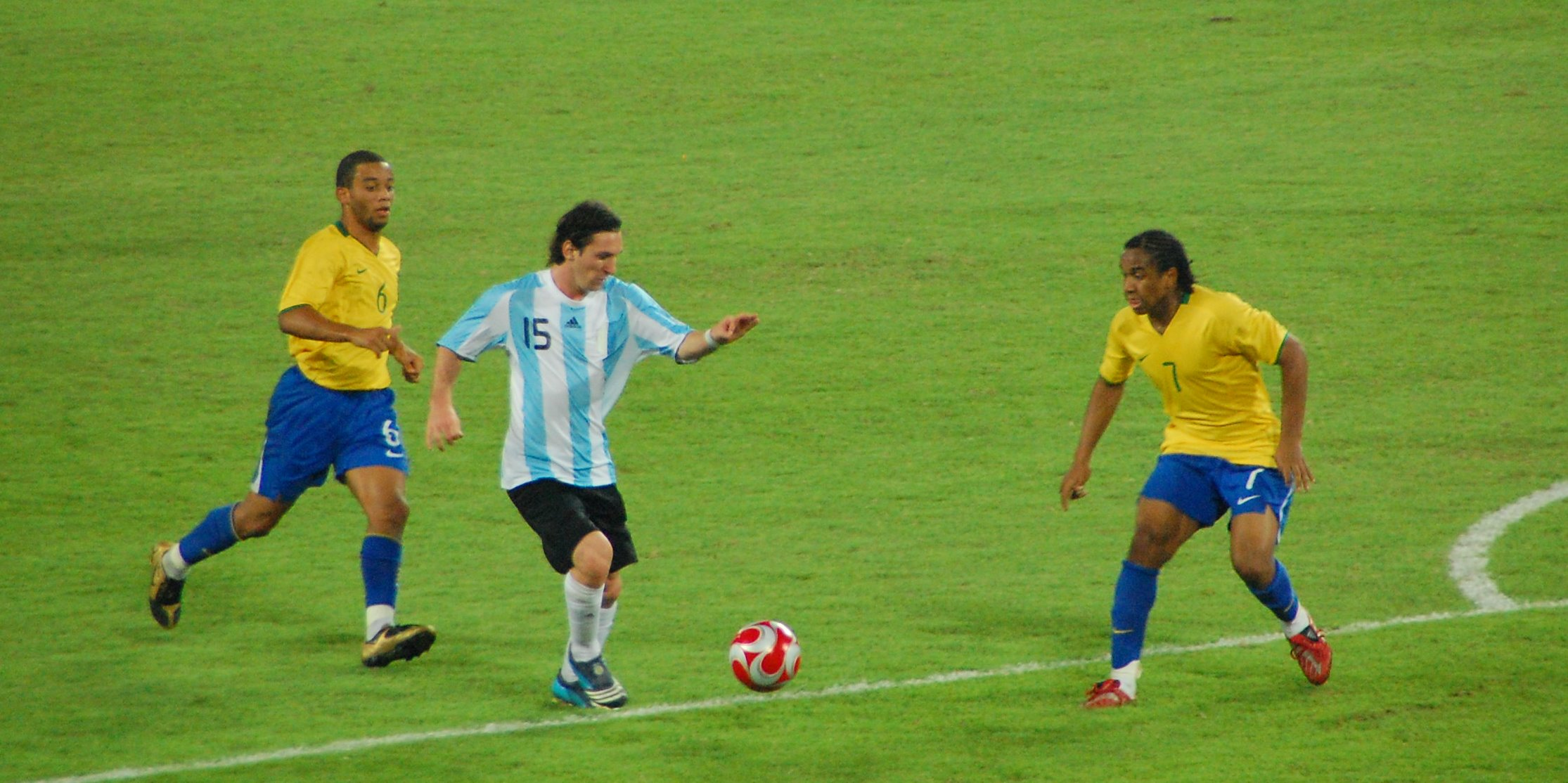
Lionel Messi en 2008

L'AFA propose à Basile, dernier sélectionneur ayant gagné un trophée avec la sélection, treize ans plus tôt, de reprendre du service. À la Copa América 2007, l'Argentine et son trio offensif Riquelme (de retour)-Messi-Crespo bat avec aisance ses différents adversaires (États-Unis, Paraguay, Colombie, Pérou et Mexique) jusqu'à la finale contre le Brésil, qui tourne mal une nouvelle fois (défaite 3-0). Basile enchaîne avec les éliminatoires de la Coupe du monde. Après un bon départ, il connait plusieurs résultats décevants et démissionne finalement en octobre 2008 après une inquiétante défaite contre le Chili.

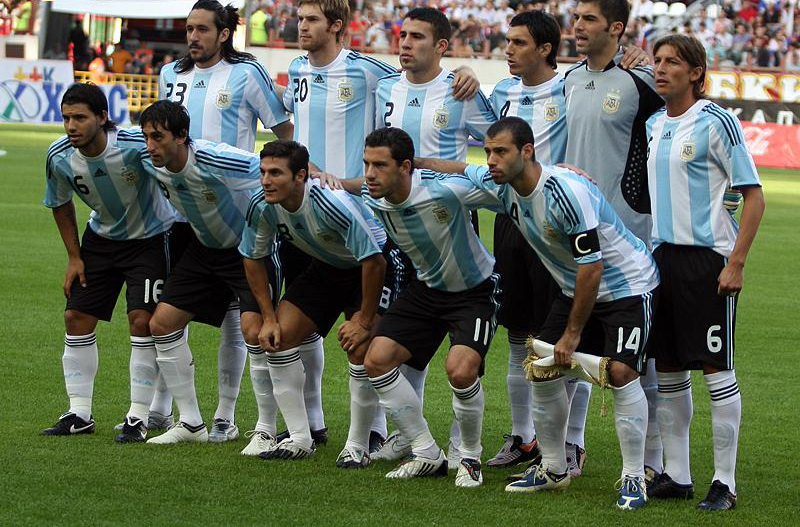
Sélection en 2009

Désespérée par la peur de manquer la Coupe du monde, la fédération se tourne vers celui qui, en tant que joueur, lui a apporté tous les succès : Diego Maradona. Sa nomination provoque une grande médiatisation. Maradona décide de retirer le brassard de capitaine à Zanetti, qui compte près de 130 sélections, pour le confier à Mascherano. Vainqueur amical de l'Écosse (1-0) et de la France (2-0), en Europe, puis du Venezuela (4-0) lors des qualifications, l'Albiceleste semble retrouver la voie du succès. L'état de grâce de Maradona prend fin quelques jours plus tard, quand son équipe s'incline à La Paz en Bolivie, à 3 600 m d'altitude, 6 buts à 1. C'est la plus lourde défaite argentine depuis 50 ans. Après une victoire contre la Colombie et trois nouvelles défaites contre l'Équateur, le Brésil et le Paraguay, l'Argentine est 5e, le rang du barragiste, à deux journées de la fin. Mais deux victoires arrachées face au Pérou et à l'Uruguay offrent aux Argentins leur billet pour la Coupe du monde en Afrique du Sud.
Après ses difficultés en qualification, l'Argentine n'est cette fois qu'outsider, d'autant que Maradona se passe notamment de ses trois champions d'Europe (Zanetti, Cambiasso et Milito). Trois victoires maitrisées, contre le Nigeria (1-0), la Corée du Sud (4-1) et la Grèce (2-0) lui offrent la tête du groupe. En phase à élimination directe, l'Argentine retrouve les mêmes adversaires qu'en 2006. Son huitième de finale face au Mexique rassure (3-1). Mais le quart de finale contre l'Allemagne tourne à l'humiliation (0-4). Messi, ballon d'or 2009 placé en position de meneur de jeu, n'a pas influé sur le match, largement dominé par une enthousiasmante équipe allemande. Maradona démissionne à son tour.

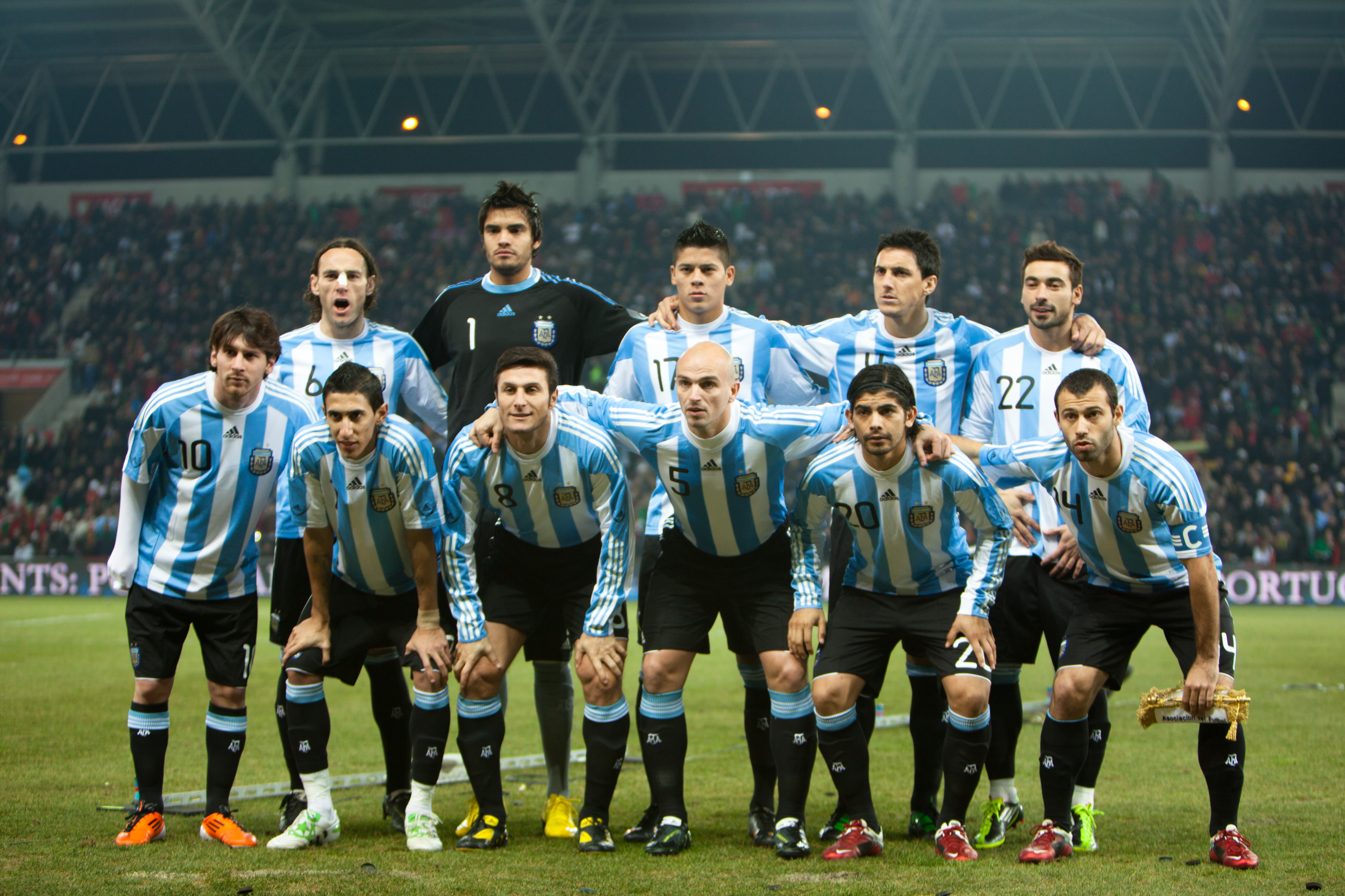
Avant le match amical contre le Portugal, 9 février 2011

Sergio Batista, ancien coéquipier de Maradona et vainqueur des Jeux olympiques de Pékin en 2008, prend sa succession. Arrivé en interim, il est confirmé après la victoire de sa sélection contre l'Espagne, championne du monde en titre (4-1). Rassuré par des victoires sur le Brésil, au Qatar (1-0) et le Portugal (2-1), il attaque la Copa América 2011, organisée par l'Argentine, avec ambition. Accrochés par la Bolivie (1-1) et la Colombie (0-0), malgré une grande domination, ils se qualifient pour les quarts de finale en battant largement le Costa Rica (3-0). Mais en quart de finale, ils s'inclinent face à l'Uruguay, demi-finaliste du dernier Mondial et futur vainqueur du tournoi, aux tirs au but. Une semaine plus tard, Batista est démis de ses fonctions.

#### Trois occasions manquées en finale (2014-2016)

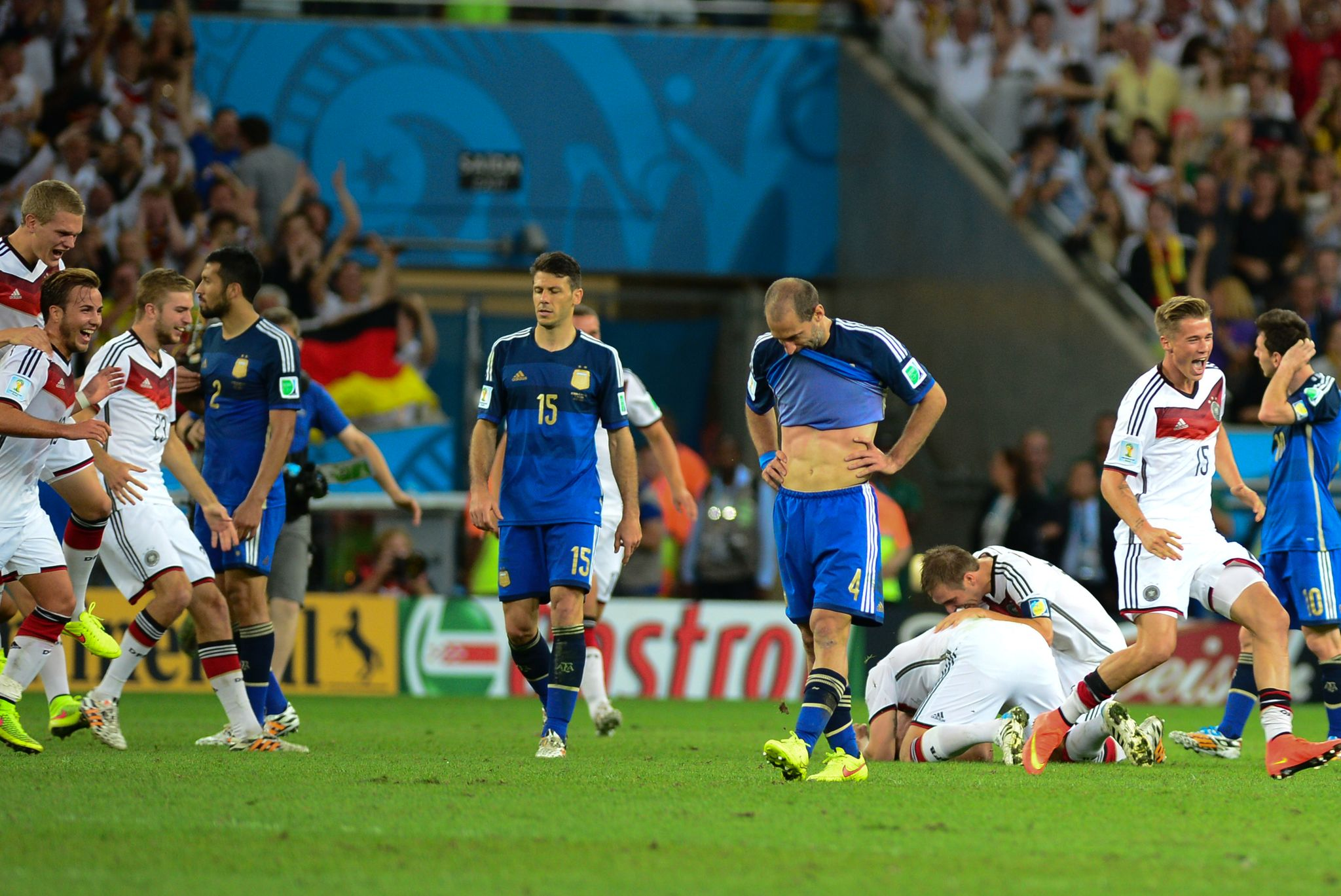
L'Albiceleste, vêtue en bleu et abattue après la défaite en finale contre l'Allemagne, le 13 juillet 2014

Son remplaçant Alejandro Sabella parvient à qualifier la sélection pour la Coupe du monde 2014 au Brésil avec une certaine facilité. Avec neuf victoires et cinq matchs nuls en seize matchs, les coéquipiers de Messi, promu capitaine, n'ont quasiment pas quitté la 1re place du groupe. L'Albiceleste parvient à remporter les trois matchs de premier tour contre la Bosnie-Herzégovine (2-1), l'Iran (1-0) et le Nigeria (3-2). Néanmoins, la sélection est critiquée en raison de prestations mitigées, se montrant incapable de gagner sans difficulté face à des adversaires à sa portée. Son joueur vedette Lionel Messi marque 4 des 6 buts de son équipe en poules avec un but contre la Bosnie-Herzégovine, un but libérateur à la dernière minute contre l'Iran, et un doublé contre le Nigéria. L'Argentine parvient à se qualifier pour les quarts de finale en écartant difficilement la Suisse (1-0 a. p.), grâce notamment à un but de Di Maria sur une passe de Messi. La finale sera atteinte après avoir disposé de la Belgique (1-0) grâce à un but d'Higuaín, puis des Pays-Bas (0-0 a. p.) après une séance de tirs au but (4-2) où Sergio Romero brillera en arrêtant deux penaltys et où Javier Mascherano réalisera un retour miraculeux sur l'attaquant néerlandais Arjen Robben à la dernière minute du temps réglementaire. Tout d'abord critiquée pour son manque de liant offensif malgré une attaque bien fournie (Messi, Agüero, Higuaín, Di Maria ou Lavezzi entre autres) et pour s'être beaucoup trop reposée sur son capitaine, l'Argentine compense son manque d'efficacité en attaque par une défense de fer qui n'encaissera qu'un but à partir des huitièmes de finale, avec une défense Zabaleta-Demichelis-Garay-Rojo renforcée par l'apport de son leader défensif positionné au milieu, à savoir Javier Mascherano. Même si elle ne pratique pas un jeu élégant avec un style à vocation défensive, l'Argentine se démarque par sa grinta et sa discipline, tout en jouant un football direct permis grâce à une attaque talentueuse. Bien que Messi soit le leader offensif naturel de l'Argentine, Ángel Di María, auteur d'une saison complète en club après avoir remporté la Ligue des champions, se révèle tout aussi important en sélection, n'hésitant pas à revenir défensivement pour aider ses coéquipiers et apportant beaucoup offensivement avec de nombreux appels dans le dos de la défense et une activité incessante pour se démarquer et proposer des solutions. Indispensable au collectif, il se blesse lors du quart de finale contre la Belgique et sort après une demi-heure, ce qui lui fera manquer le reste de la compétition. L'Argentine ne parviendra, d'ailleurs, pas à marquer sans lui.
La sélection s'inclinera finalement contre l'Allemagne, durant les prolongations (1-0), après avoir manqué trois énormes occasions durant la rencontre après des tentatives ratées de Messi, Higuaín et Palacio. Lionel Messi obtiendra, néanmoins, un titre contesté de meilleur joueur du tournoi après avoir fortement contribué au parcours de l'Argentine conclue sur cette défaite en finale.
Sous la houlette de Gerardo Martino (Alejandro Sabella ayant démissionné), l'Argentine s'apprête à disputer la Copa América 2015 au Chili. Annoncé comme favori de la compétition après son parcours brésilien mais aussi en raison d'un Brésil affaibli après l'humiliation reçue sur ses terres lors de la dernière Coupe du Monde, les argentins reviennent avec un effectif similaire à celui de la Coupe du Monde, toujours constitué de ses leaders Lionel Messi, Ángel Di Maria et Javier Mascherano et enregistrant notamment le retour de Carlos Tévez, qui n'avait plus été appelé depuis son penalty manqué en quarts de finale de la Copa América 2011. Après avoir fini première de sa poule avec 2 victoires contre l'Uruguay et la Jamaïque (toutes deux sur le score de 1-0) et un nul contre le Paraguay (2-2, buts d'Agüero et Messi), l'Argentine passe tout près de l'élimination contre la Colombie en quarts de finale (victoire aux tirs au but). Elle déroule ensuite face au Paraguay, contre qui elle avait fait match nul au premier tour, en demi-finale, lui infligeant une correction sur le score de 6-1 (buts de Pastore, Rojo, Di Maria auteur d'un doublé, Agüero et Higuaín) avec un nouveau match exceptionnel de son capitaine Lionel Messi, impliqué sur 5 des 6 buts de son équipe. Lors de la finale, elle retrouve le pays organisateur, le Chili entraîné par l'argentin Jorge Sampaoli. Malgré une nette domination au cours du temps réglementaire et des prolongations où elle aurait pu ouvrir le score à la 90ème minute à la suite d'une occasion d'Higuaín après une action menée par Messi et Lavezzi, aucun but ne sera marqué et l'Argentine va de nouveau perdre en finale, cette fois-ci aux tirs au but après des ratés d'Higuaín et Banega, le seul penalty argentin réussi de la soirée étant celui de Messi.
Malgré cette nouvelle déception, l'Argentine devient première au classement FIFA, dépassant l'Allemagne qui ne disputait pas de compétition majeure cette année-là. Elle s'apprête de nouveau à disputer la Copa América, un an après la désillusion de 2015, avec la Copa América Centenario, organisée aux États-Unis et célébrant les 100 ans de la CONMEBOL et de la Copa América. La sélection revient alors pour tenter de renouer avec le succès, la génération Messi n'ayant toujours pas gagné de trophée et comptabilisant désormais deux finales perdues en l'espace de deux ans. Plus favorite que jamais, elle se retrouve placée dans le même groupe que son bourreau de l'édition précédente, à savoir le Chili, mais aussi avec le Panama et la Bolivie. Elle réalisera un sans faute avec une victoire 2-1 contre le Chili (buts de Di Maria et Banega) , malgré l'absence de Messi, blessé pour le premier match, un festival 5-0 contre le Panama (triplé de Messi et buts d'Agüero et d'Otamendi) et une victoire 3-0 contre la Bolivie (buts de Lamela, Lavezzi et Cuesta). Avec 9 points pris sur 9 possibles et 10 buts marqués contre seulement un encaissé, elle confirme son statut d'ultime prétendante au titre. Elle déroulera de nouveau en quarts de finale et en demi-finale avec deux corrections 4-1 contre le Venezuela (doublé d'Higuaín, buts de Messi et Lamela) puis 4-0 contre les États-Unis, pays organisateur de l'épreuve (doublé d'Higuaín, buts de Messi et Lavezzi). Fort de ces deux succès après un parcours en poules déjà très satisfaisant, l'Argentine s'avance en finale sûre de sa force avec un Lionel Messi stratosphérique, auteur de 5 buts et 4 passes décisives durant la compétition, un Gonzalo Higuaín en confiance, auteur de deux doublés consécutifs, ainsi que d'une défense solide composée de la charnière Funes Mori-Otamendi avec Romero dans les buts, n'ayant laissé passé que 2 buts depuis le début du tournoi. Beaucoup imaginent ainsi l'Argentine prendre sa revanche face à son bourreau de l'an passé, le Chili, menée par sa star Alexis Sánchez, qui accède de nouveau à la finale, après avoir notamment humilié le Mexique sur le score de 7-0. Néanmoins, l'histoire se répète et l'Argentine perd de nouveau en finale aux tirs au but et est de nouveau privée d'un titre international. Encore une fois, elle domine son adversaire et aurait pu ouvrir le score sur un face-à-face manqué d'Higuaín, seul devant le gardien. Messi, auteur d'une nouvelle prestation convaincante, ne parvient, en revanche, pas à faire la différence face au mur chilien et, en plus de cela, manque son penalty lors de la séance de tirs au but qui couronnera le Chili pour la deuxième année consécutive mais qui laissera une nouvelle défaite au goût amer aux argentins.
Avec une troisième défaite en trois ans, l'Argentine s'apprête alors à entrer dans une nouvelle période de doute. En effet, Gerardo Martino démissionne de son poste de sélectionneur et Lionel Messi, capitaine et leader de la sélection, annonce sa retraite internationale. Néanmoins, les supporters argentins se mobilisèrent alors pour le faire renoncer à cette retraite et, après quelques mois, il revient sur sa décision et reprend son brassard de capitaine.

#### Nouveau déclin (2016-2018)

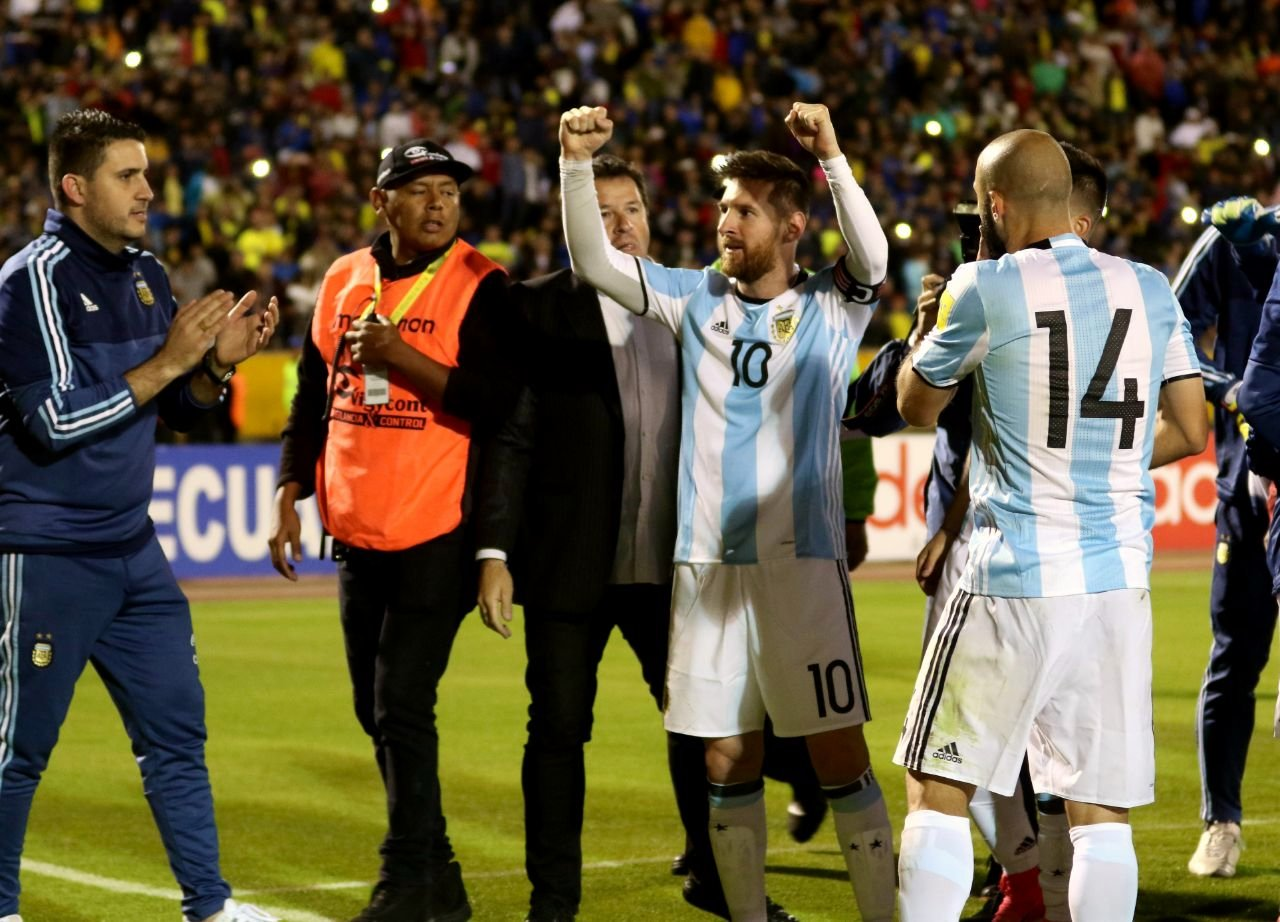
Lionel Messi célébrant son but contre l'Équateur et qualifiant l'Argentine pour la Coupe du Monde en Russie

Après un début de campagne très moyen alternant entre le bon (victoire 2-1 contre le Chili et 1-0 contre l'Uruguay) et le moins bon (défaite 2-0 à domicile contre l'Équateur et nul 0-0 contre le Paraguay), l'Argentine comptabilise 14 points en 7 matchs avec 4 victoires, 2 nuls et une défaite. La sélection va sombrer après la Copa América, perturbée par la retraite temporaire de son capitaine puis de certaines de ses blessures l'empêchant de participer à des matchs de qualification ainsi que du nouveau sélectionneur Edgardo Bauza, n'arrivant pas à exploiter le potentiel argentin à son maximum (défaite 3-0 contre le Brésil notamment). Jorge Sampaoli est appelé pour remplacer Bauza qui a démissionné, n'arrivant pas à trouver la solution pour faire gagner l'Albiceleste. La situation de l'Argentine ne s'améliore que légèrement et à l'aube de la dernière journée, la sélection se retrouve hors des places qualificatives pour la Coupe du Monde. L'Argentine n'obtient son ticket pour la Coupe du monde 2018 en Russie que lors de la dernière journée grâce une victoire en Équateur 3-1 scellée par un triplé de Lionel Messi combinée à des résultats favorables dans les autres rencontres. Les matchs de préparation à cette coupe du monde sont perturbés par une lourde défaite face à l'Espagne (1-6) et par l'annulation d'un match face à Israël à la suite de menaces dans un contexte d'affrontements entre des militants palestiniens et l'armée israélienne au sujet de l'ambassade américaine déménagée dans la ville sainte de Jérusalem.

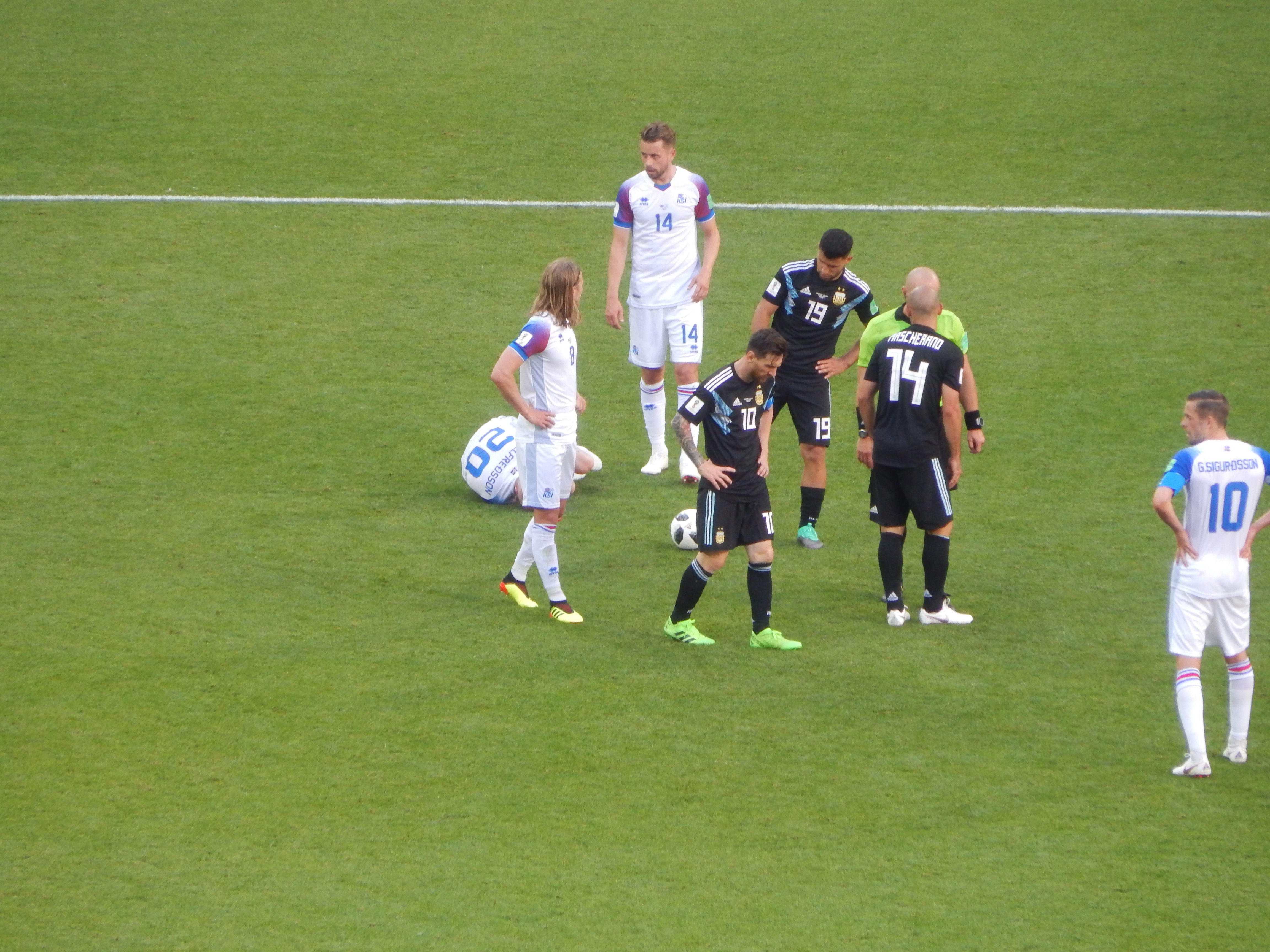
L'Argentine lors de la Coupe du Monde 2018 contre l'Islande.

Lors du Mondial 2018, l'Argentine franchit difficilement le premier tour : après un nul contre l'Islande (1-1 but d'Agüero et penalty manqué de Messi), elle s'incline lourdement face à la Croatie (0-3) avec notamment quelques occasions gâchées en début de rencontre et une erreur du gardien Wilfredo Caballero en début de seconde période. Mais elle se reprend contre le Nigéria (2-1) qu'elle a jusqu'ici toujours battu en coupe du monde, Marcos Rojo délivrant les siens en inscrivant le but de la qualification en fin de match après un but de Messi et un penalty concédé par Mascherano. En huitième de finale, l'Albiceleste affronte la France et à l'issue d'un match spectaculaire s'incline sur le score de 4-3 après avoir mené 2-1 en début de deuxième mi-temps. L'Argentine est retombée dans ses travers montrant de nouveau un visage fébrile en défense, se reposant trop souvent sur des éclairs de génie et des exploits individuels de ses stars et, incapable de tenir le résultat elle encaisse notamment deux buts de l'étoile montante du football mondial Kylian Mbappé. Cette élimination marque la retraite internationale de Javier Mascherano après 147 sélections, celui-ci âgé de 34 ans ayant montré ses limites lors du tournoi. L'entraineur Jorge Sampaoli, est critiqué pour son manque d'idée et ses mauvais choix. Il persiste ainsi à vouloir jouer en 3-4-3 malgré une défense friable mise notamment en évidence lors de la déroute face à la Croatie ou en choisissant de garder sur le banc des joueurs confirmés comme Paulo Dybala, Sergio Agüero ou Gonzalo Higuaín au profit de joueurs moins expérimentés comme Maximiliano Meza ou Cristian Pavón.
Jorge Sampaoli est licencié de son poste un mois après l'élimination. L'Argentine cherche alors à se reconstruire après deux années de désordre et un recul à la dixième place du classement FIFA à l'issue du mondial alors qu'elle occupait encore la première place début 2017.

### L'ère Scaloni: un nouvel âge d'or (depuis 2018)
En octobre 2018, après un intérim, Lionel Scaloni (qui était l’un des adjoints de Sampaoli) a été nommé à la tête de l’équipe nationale. Il n’avait aucune expérience en tant qu’entraîneur d’une équipe senior, ce qui lui a valu de nombreuses critiques de la part d’une grande partie des médias sportifs argentins.

#### Copa América 2019: un parcours fondateur
En 2019, l’Argentine participe à la Copa América organisée chez le rival brésilien dans un climat de doutes et d’incertitudes. Après trois échecs douloureux en final en seulement trois ans (Mondial 2014, Copa 2015 et Copa 2016) et un Mondial 2018 chaotique, la sélection entre dans une phase de reconstruction. Scaloni doit composer avec un effectif rajeuni (en effet, seulement trois joueurs de l'effectif étaient présent en 2014), une défense fragile et une pression constante sur Lionel Messi, revenu en sélection après une courte pause et toujours sans titre avec l'Albiceleste.
Lors du premier match contre la Colombie, l'Argentine s'incline logiquement (0-2), et concède un nul poussif contre le Paraguay (1-1), où Messi sauve l’équipe sur penalty. Dos au mur, l’Albiceleste décroche sa qualification in extremis grâce à une victoire contre le Qatar (2-0), adversaire invité et décroche son ticket pour les quarts de finales. L'Argentine y affronte le Vénézuela ou élève son niveau et s’impose avec sérieux (2-0), confirmant une légère montée en puissance. Mais en demi-finale, face au pays hôte et rival brésilien, l’Argentine s’incline (0-2) dans un match entaché de polémiques arbitrales et d’absence d’interventions de la VAR. Messi dénonce alors une “corruption” au sein de la CONMEBOL, ce qui provoque une grande controverse,,. Lors de la petite-finale contre le Chili, l'Argentine l'emporte (2-1) et décroche la troisième place dans un nouveau match tendu marqué par l'expilsion de Léo Messi. Malgré une élimination en demi-finale, ce tournoi marque un tournant. Scaloni commence à affirmer son style, de jeunes joueurs comme Lautaro Martínez ou Giovani Lo Celso émergent, et l’équipe retrouve peu à peu une cohésion perdue. Cette Copa América 2019, perçue à l’époque comme une transition, s’avérera être la première étape vers la renaissance de l’Argentine.

#### Copa América 2021: la fin de la traversée du désert, premier titre depuis 28 ans
La Copa América 2021, initialement prévue en Argentine et en Colombie pour l'été 2020, est finalement déplacée au Brésil et reportée en 2021 en raison de la pandémie de COVID-19. L’organisation du tournoi est incertaine, et beaucoup de joueurs, dont Messi, expriment leurs doutes quant à sa tenue. Pourtant, l’Argentine arrive à cette compétition dans une forme encourageante, après une longue série de matchs sans défaite sous les ordres de Lionel Scaloni. Depuis la Copa América 2019, l’équipe a beaucoup progressé : la défense est plus stable avec l’émergence de Cristian Romero et le vétéran Nicolás Otamendi toujours présent, le milieu s’articule autour de Rodrigo De Paul, Leandro Paredes et Giovani Lo Celso et le trio d'attaque est composé d'Ángel Di María et Lionel Messi sur les ailes, et de Lautaro Martinez en pointe.

L'équipe d'Argentine célébrant leur quinzième Copa América, la première depuis 1993.

L’Argentine arrive au Brésil avec une mission claire : remporter enfin un trophée majeur après 28 ans de disette, et surtout offrir à Lionel Messi le titre international qui lui a toujours échappé. Forte d'un groupe plus mature, soudé et équilibré, l'Argentine entame sa compétition avec un nul poussif contre le Chili (1-1), avant d'enchainer trois victoires en trois matchs, dont une (4-1) contre la Bolivie. Portée par un Messi rayonnant, impliqué sur la majorité des buts, l’équipe enchaîne avec un large succès contre l’Équateur en quart de finale (3-0), avant de livrer un match tendu face à la Colombie en demi-finale (1-1), conclu aux tirs au but (3-2) grâce à un Emiliano Martínez héroïque qui arrête trois tirs colombiens. La finale s’est jouée le 10 juillet 2021 au Maracanã, dans une ambiance tendue et chargée de symboles. L’Argentine affrontait le Brésil, pays hôte et grand rival historique, dans le mythique stade Maracanã. Après 28 ans sans titre, l’Albiceleste avait l’occasion de briser sa malédiction. C’est Ángel Di María qui a inscrit l’unique but du match à la 22e minute, d’un superbe lob, sur une passe de De Paul. Le reste du match a été une bataille acharnée : le Brésil, mené par un Neymar héroïque, a poussé, mais l’Argentine a tenu bon grâce à une défense solide et un collectif soudé. Au coup de sifflet final, Lionel Messi, en larmes, remporte enfin son premier titre avec la sélection. Après une performance légendaire lors de ce tournoi (il est à la fois meilleur buteur et meilleur passeur) Messi est nommé meilleur joueur de la compétition. Cette victoire historique, au Maracanã face au Brésil, est vécue comme une libération nationale et marque le début d’un nouveau cycle victorieux pour l’Argentine.

#### Coupe du monde 2022: troisième titre mondial au Qatar
En mars 2022, l'Argentine boucle sa campagne éliminatoire pour le mondial en terminant invaincue à la deuxième place du groupe sud-américain et se qualifie facilement pour la phase finale. En juin 2022 l’Argentine rajoute un trophée à son palmarès en remportant la Finalissima 2022, match opposant le vainqueur du Championnat d'Europe au vainqueur de la Copa América : elle s'impose contre largement contre l’Italie (3-0) dans un match convaincant.
L’Argentine arrive au Qatar dans un état de forme exceptionnel, à la fois sur le plan sportif et mental. L’équipe de Lionel Scaloni reste sur une impressionnante série de 36 matchs sans défaite et vient d'enchainer deux titres en un an. L'Albiceleste est considérée comme favorite. Pour le peuple argentin, cette Coupe du monde représente bien plus qu’un simple tournoi , c’est l’occasion rêvée de décrocher une troisième étoile, mais surtout de voir Lionel Messi couronner sa carrière d’un titre mondial. L’attente est immense, l’émotion palpable, et l’Argentine se présente dans la péninsule arabique avec une seule idée en tête : gagner.

L'Argentine soulève la Coupe du monde après la victoire contre la France.

Lors de la Coupe du monde, l'Argentine commence par une défaite surprise contre l'Arabie Saoudite (1-2) où trois buts argentins sont refusés pour hors-jeu; ce revers met fin à une série de 36 matchs sans défaites. Cependant elle obtient la première place du groupe avec deux victoires par 2 buts à 0 contre le Mexique puis la Pologne. Si le match a été longtemps fermé contre le Mexique, les Argentins sont apparus plus dominateurs contre la Pologne. En huitième de finale, l'Argentine l'emporte dans un match globalement dominé (2-1) contre l'Australie, bien que les Socceroos manquent l'occasion d'égaliser dans les dernières minutes du match, obligeant Emiliano Martinez à effectuer une parade décisive devant Garang Kuol. En quart de finale, l'Albiceleste retrouve les Pays-Bas de Louis van Gaal et de Virgil van Dijk pour la sixième fois en Coupe du monde, après 1974, 1978, 1998, 2006 et 2014. La rencontre est alors dominée par les hommes de Scaloni. Nahuel Molina ouvre le score à la 35e minute grâce à une sublime passe décisive de Lionel Messi, qui fait le break sur pénalty à la 73e. Mais les Oranje ne lâchent pas prise, et parviennent à revenir au score grâce à un doublé de Wout Weghorst, dont l'un des deux buts marqué en toute fin du temps additionnel (90+10), ce qui envoie les deux équipes en prolongations. Le match se termine sur une séance de tir aux buts, la quatrième dans ce mondial à ce stade, qui voit les Argentins se qualifiés en demi-finale grâce à Emiliano Martinez, qui arrête deux frappes néerlandaises. Le match fut marqué par une querelle de Lionel Messi à l'encontre de Wout Weghorst et Louis van Gaal à la suite de déclarations avant et pendant le match, et restera dans l'histoire comme l'un des plus tendus, avec 18 cartons jaunes et un carton rouge attribués au cour de la rencontre. En demi-finale face à la Croatie, vice-championne du monde en titre, les Argentins montent en puissance et l'emportent largement (3-0), atteignant pour la sixième fois de son histoire, la finale de la compétition. Le 18 décembre 2022, l'Albiceleste affronte la France à Lusail dans une finale d'anthologie. Les hommes de Scaloni ouvrent le score sur pénalty à la 23e par l'inévitable Lionel Messi, auteur de six buts à ce stade de la compétition. L'Albiceleste fait le break par l'intermediaire de Di Maria sur une passe de Mac Allister à la 36e. Jusqu'à la 80e minute, l'Argentine domine parfaitement le match, alors que les Français n'arrive pas à développer leur jeu. Cependant, à la 80e minute, Otamendi fait chuter Randal Kolo Muani dans la surface, concédant un pénalty aux Français, qui est transormé par Kylian Mbappé. Seulement une minute plus tard, Mbappé marque un nouveau but d'un reprise de volée et envoie les deux équipes en prolongation. Celles-ci sont très disputées, et l'Argentine reprend l'avantage à la 108e grâce à Lionel Messi (3-2), avant de concéder un nouveau pénalty à la 118e, transformé une nouvelle fois par Mbappé, désormais auteur d'un triplé en finale de Coupe du monde. Après le temps règlementaire, la prolongation n'a pas pu départager les deux équipes (3-3). A noter l'arrêt décisif d'Emiliano Martínez sur une reprise de Kolo Muani à deux minutes de la fin de la prolongation, qui aurait pu changer le cours du jeu. Les Argentins triomphent de la France lors de la séance de tirs au but (4-2), et remportent une troisième étoile, après 1978 et 1986. Au terme du Mondial, Lionel Messi est nommé meilleur joueur (avec sept buts et trois passes décisives), Enzo Fernandez meilleur jeune et Emiliano Martinez meilleur gardien. Cette Coupe du monde est l’accomplissement d’un parcours de rédemption, de maturité et de foi collective. Lionel Scaloni, encore jeune entraîneur en 2018, entre dans l’histoire comme celui qui a reconstruit et mené l’Argentine vers la gloire.

#### Copa América 2024: l'aboutissement d'un cycle doré
L'Argentine entame les éliminatoires pour le Mondial 2026 avec cinq victoires en six matchs, dont une de préstige contre le Brésil à l'exterieur. Durant toute l'année 2023, Scaloni prépare le cycle suivant, avec en ligne de mire la Copa América 2024 ayant lieu aux États-Unis. Il en profite pour lancer de nouveau joueur (comme Alejandro Garnacho ou Valentín Carboni) tout en gardant la colonne vértebrale de l'équipe.

L'Albiceleste remporte sa deuxième Copa América d'affilée.

Lors de la Copa América, l'Argentine championne en titre, aussi bien d’Amérique du Sud (2021) que du monde (2022), et incontestablement favorite pour la victoire finale. Elle est tirée dans le groupe A, en compagnie du Canada, du Chili et du Pérou. L'Albiceleste, portée par Lautaro Martinez, enchaine trois victoires en trois matchs, et impose sa solidité avec une défense quasi impénétrable, un Emiliano Martínez toujours décisif, et un Messi précieux malgré une gestion de temps de jeu plus mesurée. En quart de finale, elle affronte l'Equateur, qu'elle élimine non sans mal au tirs au but (4-2) grâce à un Martinez toujours aussi décisif dans cet exercice. En demi-finale, l'Albiceleste triomphe du Canada sans grande difficultée       (2-0)  et affronte la Colombie de James Rodriguez en finale. Dans une rencontre tendue et rythmée, l’Argentine l’emporte grâce à un but de Lautaro Martínez en prolongation (1-0), qui finit meilleur buteur du tournoi. Suite à cette seizième Copa América, l'Albiceleste devient l'équipe la plus titrée de la compétition.
Après la Copa, l'Argentine continue les éliminatoires pour la Coupe du monde 2026, ou elle inflige notamment une correction (4-1) face au rival brésilien en mars 2025. C'est d'ailleurs suite à ce match que l'Albiceleste valide son ticket pour le Mondial 2026 qui aura lieu en Amérique du Nord.

## Personnalités

### Records
| Rang | Joueur            | Sélections | Première sélection           | Dernière sélection         | Durée             | Palmarès                                                                        |
| ---- | ----------------- | ---------- | ---------------------------- | -------------------------- | ----------------- | ------------------------------------------------------------------------------- |
| 1    | Lionel Messi      | 193        | 17 août 2005 (à 18 ans)      | -                          | en cours          | CDM 2022 - 2014 / CA 2021 - 2024 - 2007 - 2015 - 2016 - 2019 / Finalissima 2022 |
| 2    | Javier Mascherano | 147        | 16 juillet 2003 (à 19 ans)   | 30 juin 2018 (à 34 ans)    | 14 ans et 11 mois | CDM 2014 / CA 2007 - 2015 - 2016                                                |
| 3    | Javier Zanetti    | 145        | 16 novembre 1994 (à 22 ans)  | 16 juillet 2011 (à 36 ans) | 13 ans et 10 mois | CA 2004 - 2007 / CDC 1995 - 2005                                                |
| 3    | Ángel Di María    | 145        | 6 septembre 2008 (à 20 ans)  | 14 juillet 2024 (à 36 ans) | 15 ans et 10 mois | CDM 2022 - 2014 / CA 2021 - 2024 - 2015 - 2016 - 2019 / Finalissima 2022        |
| 5    | Nicolás Otamendi  | 126        | 20 mai 2009 (à 21 ans)       | -                          | en cours          | CDM 2022 / CA 2021 - 2024 - 2015 - 2016 - 2019 / Finalissima 2022               |
| 6    | Roberto Ayala     | 115        | 16 novembre 1994 (à 21 ans)  | 15 juillet 2007 (à 34 ans) | 13 ans et 8 mois  | CA 2004 - 2007 / CDC 1995                                                       |
| 7    | Diego Simeone     | 106        | 14 juillet 1988 (à 18 ans)   | 7 juin 2002 (à 32 ans)     | 13 ans et 11 mois | CA 1991 - 1993 / CDC 1992 / Finalissima 1993                                    |
| 8    | Sergio Agüero     | 101        | 3 septembre 2006 (à 18 ans)  | 3 juillet 2021 (à 33 ans)  | 14 ans et 10 mois | CDM 2014 / CA 2021 - 2015 - 2016 - 2019                                         |
| 9    | Oscar Ruggeri     | 97         | 12 mai 1983 (à 21 ans)       | 3 juillet 1994 (à 32 ans)  | 13 ans et 10 mois | CDM 1986 - 1990 / CA 1991 - 1989 / CDC 1992                                     |
| 10   | Sergio Romero     | 96         | 10 septembre 2009 (à 22 ans) | 16 octobre 2018 (à 31 ans) | 9 ans et 1 mois   | CDM 2014 / CA 2015 - 2016                                                       |

| Rang | Joueur            | Période   | Buts |
| ---- | ----------------- | --------- | ---- |
| 1    | Lionel Messi      | 2005-     | 112  |
| 2    | Gabriel Batistuta | 1991-2002 | 54   |
| 3    | Sergio Agüero     | 2006-2021 | 42   |
| 4    | Hernán Crespo     | 1994-2007 | 35   |
| 5    | Lautaro Martínez  | 2018-     | 32   |
| 5    | Diego Maradona    | 1977-1994 | 32   |
| 6    | Gonzalo Higuaín   | 2009-2018 | 31   |
| 7    | Ángel Di María    | 2008-2024 | 30   |
| 8    | Luis Artime       | 1961-1967 | 24   |
| 9    | Daniel Passarella | 1976-1986 | 23   |
| 10   | Leopoldo Luque    | 1975-1981 | 22   |

### Joueurs emblématiques
La FIFA distingue comme des « joueurs de légende » de l'Argentine les joueurs suivants :
- Diego Maradona, considéré comme l'un des meilleurs joueurs de football de l'histoire (en 2000, il arrive en tête d'un vote sur Internet organisé par la FIFA pour élire le meilleur joueur du XXe siècle[71]), vainqueur de la Coupe du monde 1986 et finaliste malheureux en 1990[72].Diego Maradona célébrant son deuxième but contre l'Angleterre, lors de la Coupe du monde 1986

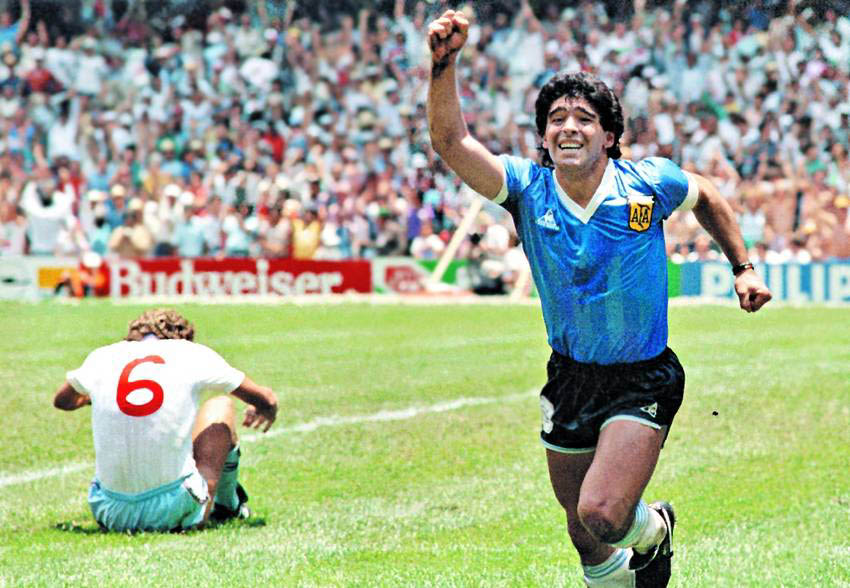
Diego Maradona célébrant son deuxième but contre l'Angleterre, lors de la Coupe du monde 1986

- José Moreno, vedette de River Plate, il remporte les éditions 1941, 1945 et 1947 du Championnat d'Amérique du Sud, dont il est officiellement le meilleur joueur en 1947[73].
- Mario Kempes, la vedette des champions du monde de 1978, dont il est meilleur buteur du tournoi[74].
- Daniel Passarella, el Gran Capitán, défenseur et excellent meneur d'homme, vainqueur de la Coupe du monde de 1978 comme capitaine à 25 ans. Il est convoqué pour la Coupe du monde 1986 mais, blessé, ne peut participer au succès de son équipe[75].
- Osvaldo Ardiles, milieu de terrain « essentiel » à la victoire argentine lors de la Coupe du monde 1978[76].
- Claudio Caniggia, El Pájaro en français : « l'oiseau », qui formera des brillants duos d'attaquants avec son ami Maradona puis Batistuta. Joueur majeur de la Coupe du monde 1990, il marque en quart et en demi-finale mais se voit privé de la consécration en finale pour un carton jaune évitable[77].
- L'attaquant Gabriel Batistuta, deuxième meilleur buteur de l'histoire de la sélection avec 54 réalisations en 78 matchs entre 1991 et 2002, vainqueur de la Copa América en 1991 et 1993[78].
- Alfredo Di Stéfano est également cité parmi ces joueurs de légende, moins pour sa carrière en sélection d'Argentine que pour sa carrière au Real Madrid CF (il ne compte que six sélections, pour autant de buts, lors du Championnat d'Amérique du Sud de 1947 qu'il remporte à 19 ans).

Le gardien de but Ubaldo Fillol, vainqueur de la Coupe du monde en 1978 est également cité parmi les « stars du passé » de la sélection. Premier gardien de but à être élu Footballeur argentin de l'année (Olimpia de Plata) en 1977, il participe aussi aux Coupes du monde de 1974 et 1982.
En 2000, le principal quotidien argentin, El Clarín, organise une enquête auprès de cent personnalités pour élire l'équipe du XXe siècle de la sélection argentine. Les élus sont les suivants : Ubaldo Fillol comme gardien de but ; Carlos Sosa, Roberto Perfumo, Daniel Passarella et Silvio Marzolini en défense ; Miguel Brindisi, Néstor Rossi, Diego Maradona dans l'entrejeu ; René Houseman, Gabriel Batistuta et Mario Kempes en attaque.
En 2007, l'AFA publie sa Galería de la Fama en français : « temple de la renommée » du football argentin, sur son site web. Elle comprend 24 noms parmi lesquels, outre Maradona, Houseman, Kempes, Marzolini, Sívori, Fillol, Passarella et Batistuta cités ci-dessus, elle ajoute Américo Tesorieri, le premier grand gardien de but argentin dans les années 1920, Antonio Sastre, un joueur « complet » vainqueur du championnat sud-américain en 1937 et 1941, les attaquants Ángel Labruna et Félix Loustau, joueurs emblématiques de La Máquina de River Plate, vainqueurs du championnat sud-américain respectivement en 1946 et 1955, et en 1945, 1946 et 1947, leurs coéquipiers de l'époque Norberto Méndez, Rinaldo Fioramonte Martino et Natalio Agustín Pescia, Ernesto Grillo, milieu de terrain vainqueur du championnat sud-américain en 1955, le défenseur des années 1960 Federico Sacchi, connu pour l'« élégance » de son jeu, Ricardo Bochini et Jorge Burruchaga, deux des coéquipiers préférés de Maradona dans les années 1980, et Diego Simeone, le patron de l'équipe dans les années 1990.
La FIFA publie en 2004 le FIFA 100, la liste par Pelé des 125 footballeurs vivants ayant marqué leur génération. Outre Batistuta, Kempes, Maradona, Passarella et Di Stéfano, la liste honore l'Argentino-Italien Omar Sívori, vainqueur de la Copa América en 1957, ainsi que les plus contemporains Hernán Crespo et Javier Saviola, deux attaquants, Juan Sebastián Verón, un milieu de terrain élu meilleur joueur sud-américain de l'année en 2008 et 2009, et Javier Zanetti, un défenseur étant à l’époque le joueur comptant le plus de sélections pour l'Argentine.

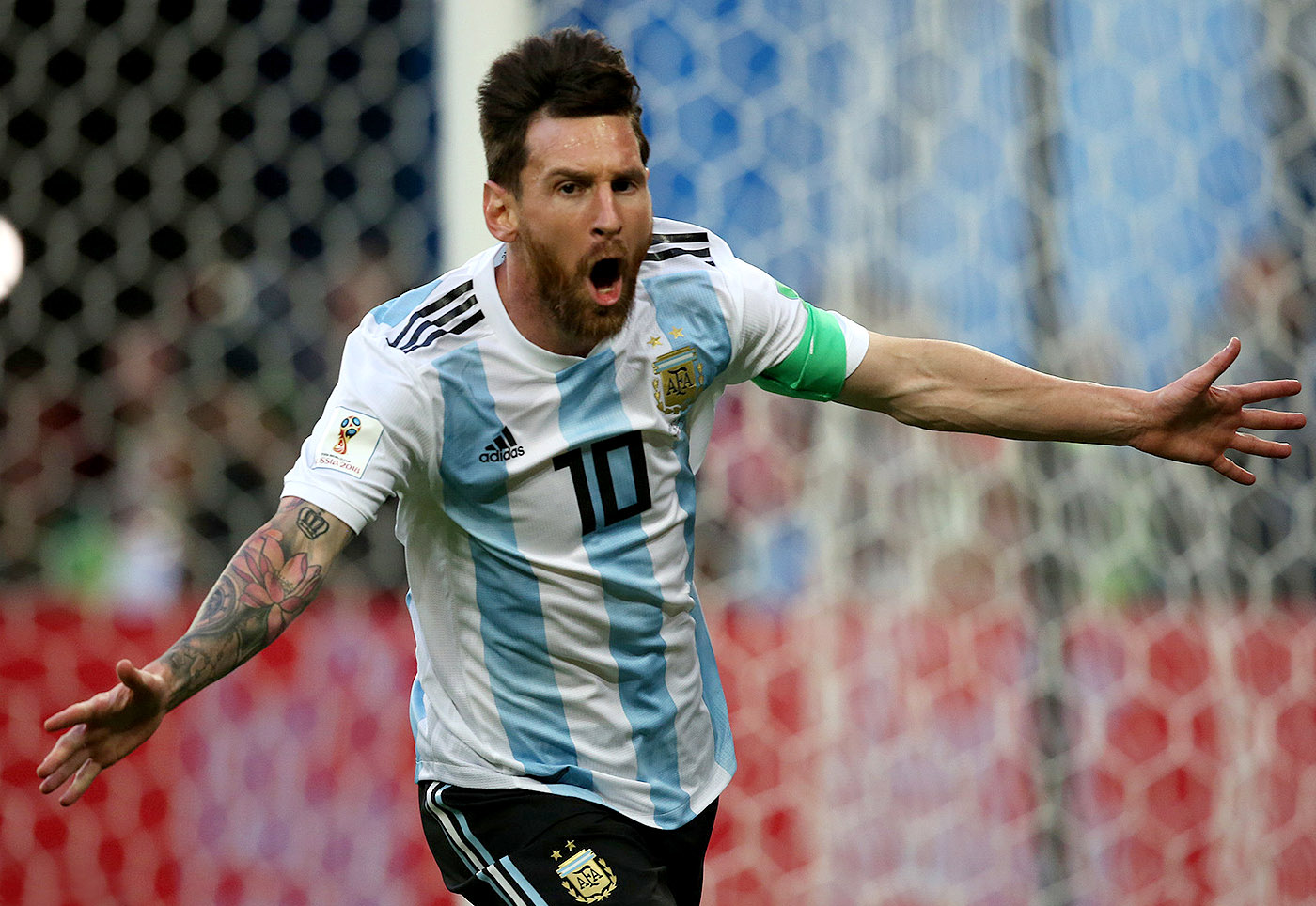
Messi célébrant son but contre le Nigeria lors de la Coupe du monde 2018.

Depuis 2007, il est considéré comme l’un des meilleurs voire le meilleur joueur de tous les temps : Lionel Messi, huit fois vainqueur du Ballon d'or, en 2009, 2010, 2011, 2012, 2015, 2019, 2021 et 2023 , Six fois vainqueur du soulier d'or européen en 2010, 2012, 2013, 2017, 2018 et 2019 et 4 fois vainqueur de la Ligue des champions en 2006, 2009, 2011 et 2015. Il compte désormais 112 buts et 58 passes décisives en 191 sélections avec l'Argentine. Il est arrivé sept fois en finale d'une compétition internationale majeure avec la sélection, perdant quatre d’entre elles, avec une défaite en finale de Coupe du monde en 2014 malgré le fait qu'il soit élu meilleur joueur de cette compétition, et trois défaites en finale de Copa América dont il est le meilleur passeur de l’histoire, en 2007, 2015 et en 2016. Mais finalement il remporte la Copa América en 2021 en finissant meilleur joueur, meilleur buteur et meilleur passeur décisif du tournoi. De plus il remporte en juin 2022 la Finalissima contre l’Italie, qui est un trophée opposant le vainqueur du Championnat d'Europe face à celui de la Copa América. Il est d’ailleurs élu MVP de ce match. Et pour terminer en beauté il décroche le graal en remportant la Coupe du monde en 2022 en finissant meilleur joueur du tournoi ainsi que meilleur passeur décisif. Puis il remporte à nouveau la Copa América en 2024. À noter qu’il a même remporté avec la sélection Argentine olympique la médaille d’or aux Jeux olympiques de Pékin en 2008 et la Coupe du monde des moins 20 ans de 2005 où par la même occasion il finit meilleur joueur de ces derniers. Il est capitaine de l'équipe nationale d'Argentine depuis 2010 et en est le meilleur buteur, le meilleur passeur et le joueur le plus capé de son histoire.

### Sélectionneurs
Guillermo Stábile, le meilleur buteur de la Coupe du monde de 1930, est le sélectionneur à avoir dirigé le plus de rencontres de l'Argentine : 127, pour 85 victoires, entre 1939 et 1960. Lancé dans la carrière d'entraîneur au Red Star en France, il retourne dans son pays natal alors que la Seconde Guerre mondiale menace et se voit offrir les rênes de la sélection. Il remporte le championnat sud-américain des nations à six reprises (1941, 1945, 1946, 1947, 1955 et 1957), tout en dirigeant divers clubs . Après l'échec rencontré lors de sa première Coupe du monde, en 1958, il laisse progressivement la main et meurt en 1966, à 61 ans.
Au classement du nombre de matchs encadrés, Stábile est suivi par César Luis Menotti, vainqueur de la Coupe du monde de 1978, qui dirige 85 matchs entre 1974 et 1982, Marcelo Bielsa, 83 matchs entre 1999 et 2004, Carlos Bilardo, vainqueur de la Coupe du monde 1986, qui dirige 85 matchs entre 1974 et 1982, et Alfio Basile, 76 matchs de 1991 à 1994 puis de 2006 à 2008.
| Période      | Sélectionneur             | MJ  | V  | N  | D  | Bp  | Bc  | Diff. |
| ------------ | ------------------------- | --- | -- | -- | -- | --- | --- | ----- |
| 1924-1925    | Angel Vázquez             | 11  | 5  | 6  | 0  | 18  | 8   | +10   |
| 1927-1928    | José Lago Millán          | 13  | 8  | 3  | 2  | 44  | 15  | +29   |
| 1929         | Francisco Olazar          | 2   | 0  | 1  | 1  | 1   | 2   | -1    |
| 1929-1930    | Olazar - Tramutola        | 9   | 7  | 1  | 1  | 28  | 11  | +17   |
| 1934         | Felipe Pascucci           | 1   | 0  | 0  | 1  | 2   | 3   | -1    |
| 1935-1937    | Manuel Seoane             | 10  | 7  | 1  | 2  | 20  | 8   | +12   |
| 1938-1939    | Ángel Fernández Roca      | 4   | 3  | 0  | 1  | 11  | 6   | +5    |
| 1939 à 1960  | Guillermo Stábile         | 127 | 85 | 21 | 21 | 323 | 145 | +178  |
| 1940         | Carlos Calocero           | 2   | 2  | 0  | 0  | 7   | 1   | +6    |
| 1959         | Spinetto - Torre-Barreiro | 6   | 5  | 1  | 0  | 19  | 5   | +14   |
| 1959         | José Moreno               | 5   | 2  | 1  | 2  | 11  | 13  | -2    |
| 1960-1961    | Victorio Spinetto         | 10  | 5  | 3  | 2  | 23  | 12  | +11   |
| 1961-1963    | José D'Amico              | 4   | 2  | 0  | 2  | 12  | 6   | +6    |
| 1962-1966    | Juan Carlos Lorenzo       | 11  | 4  | 4  | 3  | 9   | 10  | -1    |
| 1962         | Néstor Rossi              | 1   | 1  | 0  | 0  | 3   | 1   | +2    |
| 1962-1967    | Jim López                 | 7   | 5  | 1  | 1  | 14  | 4   | +10   |
| 1963         | Horacio Amable Torres     | 8   | 4  | 1  | 3  | 20  | 17  | +3    |
| 1964 à 1968  | José María Minella        | 23  | 11 | 8  | 4  | 44  | 21  | +23   |
| 1965         | Osvaldo Zubeldía          | 1   | 0  | 1  | 0  | 1   | 1   | 0     |
| 1967         | Carmelo Faraone           | 2   | 0  | 0  | 2  | 1   | 3   | -2    |
| 1967-1968    | Renato Cesarini           | 5   | 1  | 1  | 3  | 5   | 8   | -3    |
| 1969         | Humberto Maschio          | 4   | 1  | 3  | 0  | 4   | 3   | +1    |
| 1969         | Adolfo Pedernera          | 4   | 1  | 1  | 2  | 4   | 6   | -2    |
| 1970-1972    | Juan José Pizzuti         | 23  | 10 | 8  | 5  | 35  | 28  | +7    |
| 1972-1973    | Omar Sívori               | 15  | 8  | 4  | 3  | 28  | 18  | +10   |
| 1974         | Vladislao Cap             | 10  | 3  | 3  | 4  | 15  | 19  | -4    |
| 1974-1982    | César Luis Menotti        | 81  | 43 | 20 | 18 | 156 | 82  | +74   |
| 1983-1990    | Carlos Bilardo            | 83  | 28 | 31 | 24 | 91  | 77  | +14   |
| 1990-1994    | Alfio Basile              | 48  | 25 | 17 | 6  | 75  | 44  | +31   |
| 1994-1998    | Daniel Passarella         | 55  | 32 | 13 | 10 | 98  | 42  | +56   |
| 1999-2004    | Marcelo Bielsa            | 69  | 43 | 16 | 10 | 127 | 61  | +66   |
| 2004-2006    | José Pékerman             | 27  | 14 | 7  | 6  | 50  | 33  | +17   |
| 2006-2008    | Alfio Basile              | 28  | 14 | 8  | 6  | 44  | 25  | +19   |
| 2008-2010    | Diego Maradona            | 24  | 18 | 0  | 6  | 47  | 27  | +20   |
| 2010-2011    | Sergio Batista            | 17  | 8  | 6  | 3  | 30  | 17  | +13   |
| 2011-2014    | Alejandro Sabella         | 41  | 26 | 10 | 5  | 76  | 33  | +43   |
| 2014-2016    | Gerardo Martino           | 29  | 19 | 7  | 3  | 66  | 18  | +48   |
| 2016-2017    | Edgardo Bauza             | 8   | 3  | 2  | 3  | 9   | 10  | -1    |
| 2017-2018    | Jorge Sampaoli            | 15  | 7  | 4  | 4  | 27  | 21  | +6    |
| 2018-présent | Lionel Scaloni            | 84  | 59 | 17 | 8  | 167 | 45  | +124  |

## Rivalités
| Adversaire                 | M   | V  | N  | D  |
| -------------------------- | --- | -- | -- | -- |
| Uruguay                    | 214 | 97 | 53 | 64 |
| Brésil                     | 111 | 43 | 26 | 42 |
| Allemagne                  | 23  | 10 | 6  | 7  |
| Angleterre                 | 15  | 3  | 6  | 6  |
| Mis à jour au 25 mars 2025 |     |    |    |    |

L'équipe d'Argentine nourrit une rivalité particulière avec celle d'Uruguay, leurs deux capitales n'étant séparées que par le río de la Plata. C'est le plus vieux duel de sélections hors Grande-Bretagne. Les deux équipes s'affrontent régulièrement à l'occasion de trophées mis en jeu entre les deux pays, notamment la Copa Lipton (entre 1905 et 1992) et la Copa Newton (entre 1906 et 1976), et se sont disputé deux finales mondiales, lors des Jeux olympiques de 1928 puis lors de la Coupe du monde de 1930.

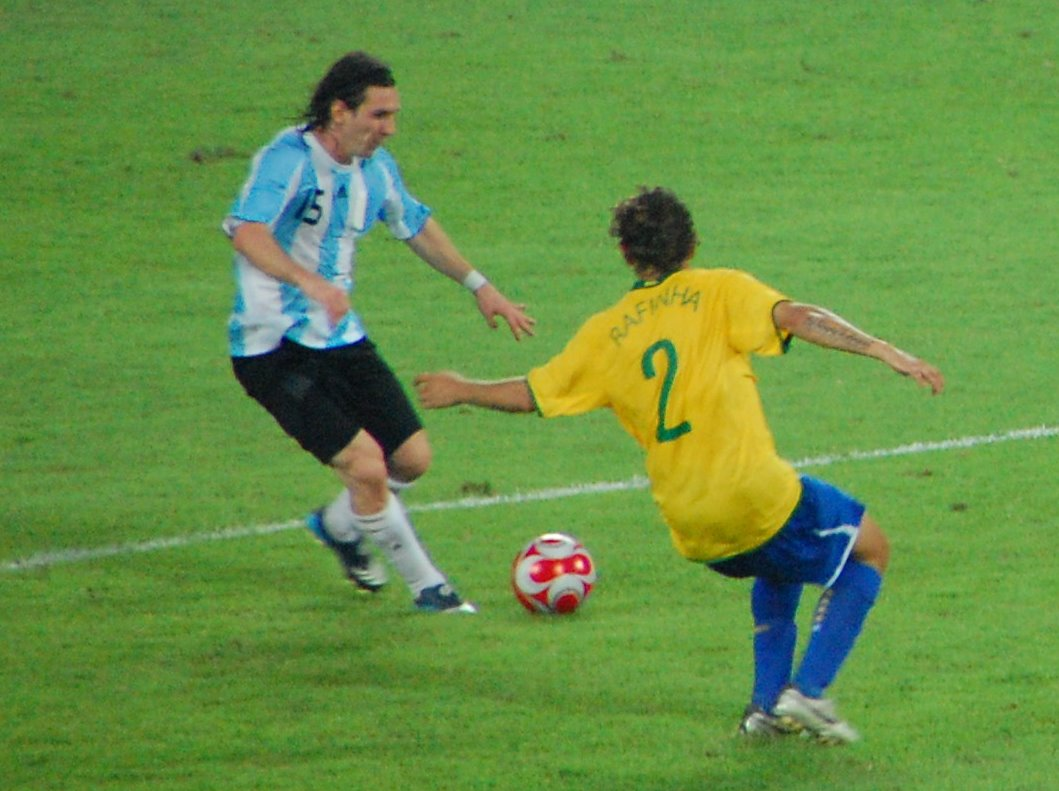
Duel entre Messi et Rafinha aux JO de 2008.

Le duel entre Argentine et Brésil fait partie des classiques du football sud-américain. La rivalité entre les deux pays au football ne fait que prolonger, en la pacifiant, celle qui existait entre les deux voisins, depuis la guerre de Cisplatine et la guerre de la Plata. Illustration de cette rivalité, les deux sélections ne s'affrontent plus pendant dix années après les incidents de 1946, à la suite desquels le capitaine argentin José Salomón, blessé, doit arrêter sa carrière. Leurs confrontations sont l'objet d'un trophée, le Superclásico de las Américas, qui prend depuis 2011 la suite de la Copa Roca, une coupe organisée de manière discontinue de 1914 à 1971. La rivalité se prolonge enfin dans le débat sans fin de savoir qui de Pelé ou Diego Maradona est le meilleur joueur de l'histoire du football.

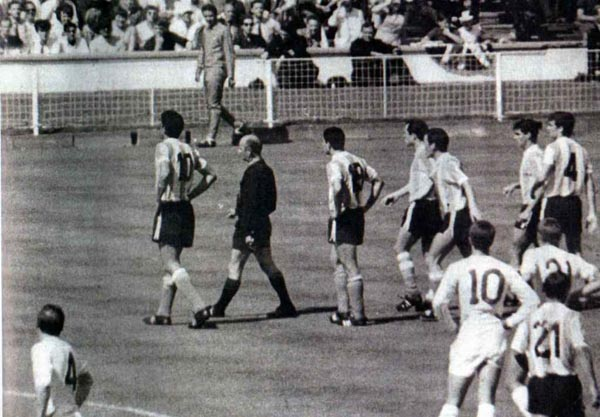
Expulsion de Rattín contre l'Angleterre en 1966.

Comme avec le Brésil, la rivalité sportive de l'Argentine et l'Angleterre se nourrit des conflits ayant opposé les deux pays, notamment sur la question de la propriété des îles Malouines, occupées depuis 1833 par les Anglais et réclamées depuis par l'Argentine.
Sur les terrains de football, les sélections se sont peu rencontrées mais plusieurs de leurs duels ont généré d'importantes polémiques. Après plusieurs matchs amicaux dans les années 1950 et une première rencontre officielle lors de la Coupe du monde de 1962, les deux équipes se rencontrent en quart de finale de la Coupe du monde 1966, organisée par l'Angleterre. L'ambiance est délétère, les Argentins particulièrement rugueux. Leur capitaine Antonio Rattín, expulsé après des contestations à répétition, refuse de sortir du terrain jusqu'à l'intervention de la police. Les Anglais l'emportent finalement, 1-0. Leur sélectionneur Alf Ramsey traite les Argentins d'animaux après le match, tandis les Argentins se considèrent volés,. Vingt ans plus tard, peu de temps après la guerre des Malouines qui a causé près d'un millier de morts, les deux sélections se retrouvent au même stade de la compétition. Maradona qualifie les siens en inscrivant deux buts extraordinaires : le premier est la célèbre « Main de Dieu », le second est élu but du siècle par la FIFA en 2002. Lors des mondiaux de 1998 et 2002, Argentins et Anglais se sont de nouveau rencontrés lors de matchs décisifs, objets de nouvelles polémiques.
La rivalité tient essentiellement au hasard des rencontres entre les deux sélections en Coupe du monde, et particulièrement les deux finales de 1986 et 1990. La première est remportée largement par les coéquipiers d'un Maradona intenable ; la revanche par ceux de Lothar Matthäus, qui musèlent cette fois le meneur de jeu argentin et inscrivent en fin de match le seul but de la partie, sur un pénalty contesté. Les deux pays se retrouvent en quart de finale des mondiaux de 2006 et 2010, pour deux qualifications allemandes. Enfin, les deux nations disputent la finale de la Coupe du monde 2014 au Brésil. Lors de ce match, c'est l'Allemagne qui s'imposera 1-0 lors des prolongations (but de Mario Götze).

## Résultats
L'Argentine a disputé six finales de Coupes du monde (seuls le Brésil, l'Allemagne en ont joué plus), dont trois victorieuses en 1978, 1986, 2022 et trois perdues en 1930, 1990 et 2014. Elle a également disputé la finale des Jeux olympiques de 1928, avant la création de la Coupe du monde.

### Classement FIFA
| Année                         | 1993 | 1994 | 1995 | 1996 | 1997 | 1998 | 1999 | 2000 | 2001 | 2002 | 2003 | 2004 | 2005 | 2006 | 2007 | 2008 |
| ----------------------------- | ---- | ---- | ---- | ---- | ---- | ---- | ---- | ---- | ---- | ---- | ---- | ---- | ---- | ---- | ---- | ---- |
| Classement mondial            | 8    | 10   | 7    | 22   | 17   | 5    | 6    | 3    | 2    | 5    | 5    | 3    | 4    | 3    | 1    | 6    |
| Classement en Amérique du Sud | 2    | 2    | 2    | 3    | 4    | 2    | 2    | 2    | 1    | 2    | 2    | 2    | 2    | 2    | 1    | 2    |

| Année                         | 2009 | 2010 | 2011 | 2012 | 2013 | 2014 | 2015 | 2016 | 2017 | 2018 | 2019 | 2020 | 2021 | 2022 | 2023 | 2024 |
| ----------------------------- | ---- | ---- | ---- | ---- | ---- | ---- | ---- | ---- | ---- | ---- | ---- | ---- | ---- | ---- | ---- | ---- |
| Classement mondial            | 8    | 5    | 10   | 3    | 3    | 2    | 2    | 1    | 4    | 11   | 9    | 7    | 5    | 2    | 1    | 1    |
| Classement en Amérique du Sud | 2    | 2    | 3    | 1    | 1    | 1    | 1    | 1    | 2    | 3    | 3    | 2    | 2    | 2    | 1    | 1    |

| Légende du classement mondial : Légende du classement sud-américain : | - de 1 à 3 - de 1 à 3 | - de 4 à 14 - de 4 à 9 | - de 15 à 209 - de 10 à 54 |

### Compétitions mondiales

#### Parcours en Jeux olympiques
| Année       | Résultat            | Class.           | J                | G                | N                | P                | bp               | bc               |
| ----------- | ------------------- | ---------------- | ---------------- | ---------------- | ---------------- | ---------------- | ---------------- | ---------------- |
| 1900 à 1924 | Ne participe pas    | Ne participe pas | Ne participe pas | Ne participe pas | Ne participe pas | Ne participe pas | Ne participe pas | Ne participe pas |
| 1928        | Finale              | 2e               | 5                | 3                | 1                | 1                | 25               | 7                |
| 1936 à 1956 | Ne participe pas    | Ne participe pas | Ne participe pas | Ne participe pas | Ne participe pas | Ne participe pas | Ne participe pas | Ne participe pas |
| Total       | 1 Médaille d'argent | 1/11             | 5                | 3                | 1                | 1                | 25               | 7                |

#### Parcours en Coupe du monde
| Année | Résultat                         | Class.                       | J                            | G                            | N                            | P                            | bp                           | bc                           |
| ----- | -------------------------------- | ---------------------------- | ---------------------------- | ---------------------------- | ---------------------------- | ---------------------------- | ---------------------------- | ---------------------------- |
| 1930  | Finale                           | 2e                           | 5                            | 4                            | 0                            | 1                            | 18                           | 9                            |
| 1934  | 8e de finale (1er tour)          | 9e                           | 1                            | 0                            | 0                            | 1                            | 2                            | 3                            |
| 1938  | Forfait (phase éliminatoire)     | Forfait (phase éliminatoire) | Forfait (phase éliminatoire) | Forfait (phase éliminatoire) | Forfait (phase éliminatoire) | Forfait (phase éliminatoire) | Forfait (phase éliminatoire) | Forfait (phase éliminatoire) |
| 1950  | Forfait (phase éliminatoire)     | Forfait (phase éliminatoire) | Forfait (phase éliminatoire) | Forfait (phase éliminatoire) | Forfait (phase éliminatoire) | Forfait (phase éliminatoire) | Forfait (phase éliminatoire) | Forfait (phase éliminatoire) |
| 1954  | Non inscrit                      | Non inscrit                  | Non inscrit                  | Non inscrit                  | Non inscrit                  | Non inscrit                  | Non inscrit                  | Non inscrit                  |
| 1958  | Groupe 1er tour (8e de finale)   | 13e                          | 3                            | 1                            | 0                            | 2                            | 5                            | 10                           |
| 1962  | Groupe 1er tour (8e de finale)   | 10e                          | 3                            | 1                            | 1                            | 1                            | 2                            | 3                            |
| 1966  | Quart de finale                  | 5e                           | 4                            | 2                            | 1                            | 1                            | 4                            | 2                            |
| 1970  | Non qualifié                     | Non qualifié                 | Non qualifié                 | Non qualifié                 | Non qualifié                 | Non qualifié                 | Non qualifié                 | Non qualifié                 |
| 1974  | Groupe 2e tour (quart de finale) | 8e                           | 6                            | 1                            | 2                            | 3                            | 9                            | 12                           |
| 1978  | Champion                         | 1er                          | 7                            | 5                            | 1                            | 1                            | 15                           | 4                            |
| 1982  | Groupe 2e tour (quart de finale) | 11e                          | 5                            | 2                            | 0                            | 3                            | 8                            | 7                            |
| 1986  | Champion                         | 1er                          | 7                            | 6                            | 1                            | 0                            | 14                           | 5                            |
| 1990  | Finale                           | 2e                           | 7                            | 2                            | 3                            | 2                            | 5                            | 4                            |
| 1994  | 8e de finale                     | 10e                          | 4                            | 2                            | 0                            | 2                            | 8                            | 6                            |
| 1998  | Quart de finale                  | 6e                           | 5                            | 3                            | 1                            | 1                            | 10                           | 4                            |
| 2002  | Groupe 1er tour (16e de finale)  | 18e                          | 3                            | 1                            | 1                            | 1                            | 2                            | 2                            |
| 2006  | Quart de finale                  | 6e                           | 5                            | 3                            | 2                            | 0                            | 11                           | 3                            |
| 2010  | Quart de finale                  | 5e                           | 5                            | 4                            | 0                            | 1                            | 10                           | 6                            |
| 2014  | Finale                           | 2e                           | 7                            | 5                            | 1                            | 1                            | 8                            | 4                            |
| 2018  | 8e de finale                     | 16e                          | 4                            | 1                            | 1                            | 2                            | 6                            | 9                            |
| 2022  | Champion                         | 1er                          | 7                            | 4                            | 2                            | 1                            | 15                           | 8                            |
| Total | 3 Titres                         | 18/22                        | 88                           | 47                           | 17                           | 24                           | 152                          | 101                          |

#### Parcours en Coupe des confédérations
| Année       | Résultat     | Class.       | J            | G            | N            | P            | bp           | bc           |
| ----------- | ------------ | ------------ | ------------ | ------------ | ------------ | ------------ | ------------ | ------------ |
| 1992        | Vainqueur    | 1er          | 2            | 2            | 0            | 0            | 7            | 1            |
| 1995        | Finale       | 2e           | 3            | 1            | 1            | 1            | 5            | 3            |
| 1997 à 2003 | Non qualifié | Non qualifié | Non qualifié | Non qualifié | Non qualifié | Non qualifié | Non qualifié | Non qualifié |
| 2005        | Finale       | 2e           | 5            | 2            | 2            | 1            | 10           | 10           |
| 2009 à 2017 | Non qualifié | Non qualifié | Non qualifié | Non qualifié | Non qualifié | Non qualifié | Non qualifié | Non qualifié |
| Total       | 1 Titre      | 3/10         | 10           | 5            | 3            | 2            | 22           | 14           |

### Parcours en compétitions continentales
L'Argentine a gagné le championnat sud-américain des nations, connu comme la Copa América depuis 1975, à seize reprises.
| Année | Position  |      | Année     | Position |                  | Année | Position |
| 1916  | Finaliste | 1942 | Finaliste | 1987     | Demi-finale (4e) |       |          |
| 1917  | Finaliste | 1945 | Vainqueur | 1989     | Troisième        |       |          |
| 1919  | Troisième | 1946 | Vainqueur | 1991     | Vainqueur        |       |          |
| 1920  | Finaliste | 1947 | Vainqueur | 1993     | Vainqueur        |       |          |
| 1921  | Vainqueur | 1949 | Forfait   | 1995     | Quart de finale  |       |          |
| 1922  | Quatrième | 1953 | Forfait   | 1997     | Quart de finale  |       |          |
| 1923  | Finaliste | 1955 | Vainqueur | 1999     | Quart de finale  |       |          |
| 1924  | Finaliste | 1956 | Troisième | 2001     | Forfait          |       |          |
| 1925  | Vainqueur | 1957 | Vainqueur | 2004     | Finaliste        |       |          |
| 1926  | Finaliste | 1959 | Vainqueur | 2007     | Finaliste        |       |          |
| 1927  | Vainqueur | 1959 | Finaliste | 2011     | Quart de finale  |       |          |
| 1929  | Vainqueur | 1963 | Troisième | 2015     | Finaliste        |       |          |
| 1935  | Finaliste | 1967 | Finaliste | 2016     | Finaliste        |       |          |
| 1937  | Vainqueur | 1975 | 1er tour  | 2019     | Demi-finale (3e) |       |          |
| 1939  | Forfait   | 1979 | 1er tour  | 2021     | Vainqueur        |       |          |
| 1941  | Vainqueur | 1983 | 1er tour  | 2024     | Vainqueur        |       |          |

| Année | Résultat  | Class.  | J       | G       | N       | P       | bp      | bc      |
| ----- | --------- | ------- | ------- | ------- | ------- | ------- | ------- | ------- |
| 1916  | Finale    | 2e      | 3       | 1       | 2       | 0       | 07      | 02      |
| 1917  | Finale    | 2e      | 3       | 2       | 0       | 1       | 05      | 03      |
| 1919  | 3e        | 3e      | 3       | 1       | 0       | 2       | 07      | 07      |
| 1920  | Finale    | 2e      | 3       | 1       | 2       | 0       | 04      | 02      |
| 1921  | Vainqueur | 1er     | 3       | 3       | 0       | 0       | 05      | 0       |
| 1922  | 4e        | 4e      | 4       | 2       | 0       | 2       | 06      | 03      |
| 1923  | Finale    | 2e      | 3       | 2       | 0       | 1       | 06      | 06      |
| 1924  | Finale    | 2e      | 3       | 1       | 2       | 0       | 02      | 0       |
| 1925  | Vainqueur | 1er     | 4       | 3       | 1       | 0       | 011     | 04      |
| 1926  | Finale    | 2e      | 4       | 2       | 1       | 1       | 014     | 03      |
| 1927  | Vainqueur | 1er     | 3       | 3       | 0       | 0       | 015     | 04      |
| 1929  | Vainqueur | 1er     | 3       | 3       | 0       | 0       | 09      | 01      |
| 1935  | Finale    | 2e      | 3       | 2       | 0       | 1       | 08      | 05      |
| 1937  | Vainqueur | 1er     | 6       | 5       | 0       | 1       | 014     | 05      |
| 1939  | Forfait   | Forfait | Forfait | Forfait | Forfait | Forfait | Forfait | Forfait |
| 1941  | Vainqueur | 1er     | 4       | 4       | 0       | 0       | 010     | 02      |
| 1942  | Finale    | 2e      | 6       | 4       | 1       | 1       | 021     | 06      |
| 1945  | Vainqueur | 1er     | 6       | 5       | 1       | 0       | 022     | 05      |
| 1946  | Vainqueur | 1er     | 5       | 5       | 0       | 0       | 017     | 03      |
| 1947  | Vainqueur | 1er     | 7       | 6       | 1       | 0       | 028     | 04      |
| 1949  | Forfait   | Forfait | Forfait | Forfait | Forfait | Forfait | Forfait | Forfait |
| 1953  | Forfait   | Forfait | Forfait | Forfait | Forfait | Forfait | Forfait | Forfait |
| 1955  | Vainqueur | 1er     | 5       | 4       | 1       | 0       | 018     | 06      |
| 1956  | 3e        | 3e      | 5       | 3       | 0       | 2       | 05      | 03      |
| 1957  | Vainqueur | 1er     | 6       | 5       | 0       | 1       | 025     | 06      |
| 1959  | Vainqueur | 1er     | 6       | 5       | 1       | 0       | 019     | 05      |
| 1959  | Finale    | 2e      | 4       | 2       | 1       | 1       | 09      | 09      |
| 1963  | 3e        | 3e      | 6       | 3       | 1       | 2       | 015     | 010     |
| 1967  | Finale    | 2e      | 5       | 4       | 0       | 1       | 012     | 03      |
| Total | 12 Titres | 26/29   | 113     | 81      | 15      | 17      | 314     | 107     |

| Année | Résultat        | Class.  | J       | G       | N       | P       | bp      | bc      |
| ----- | --------------- | ------- | ------- | ------- | ------- | ------- | ------- | ------- |
| 1975  | Groupe          | 5e      | 4       | 2       | 0       | 2       | 017     | 04      |
| 1979  | Groupe          | 8e      | 4       | 1       | 1       | 2       | 07      | 06      |
| 1983  | Groupe          | 6e      | 4       | 1       | 3       | 0       | 05      | 04      |
| 1987  | 4e              | 4e      | 4       | 1       | 1       | 2       | 05      | 04      |
| 1989  | 3e              | 3e      | 7       | 2       | 3       | 2       | 02      | 04      |
| 1991  | Vainqueur       | 1er     | 7       | 6       | 1       | 0       | 016     | 06      |
| 1993  | Vainqueur       | 1er     | 6       | 2       | 4       | 0       | 06      | 04      |
| 1995  | Quart de finale | 5e      | 4       | 2       | 1       | 1       | 08      | 06      |
| 1997  | Quart de finale | 5e      | 4       | 1       | 2       | 1       | 04      | 03      |
| 1999  | Quart de finale | 8e      | 4       | 2       | 0       | 2       | 06      | 06      |
| 2001  | Forfait         | Forfait | Forfait | Forfait | Forfait | Forfait | Forfait | Forfait |
| 2004  | Finale          | 2e      | 6       | 4       | 1       | 1       | 016     | 06      |
| 2007  | Finale          | 2e      | 6       | 5       | 0       | 1       | 016     | 06      |
| 2011  | Quart de finale | 7e      | 4       | 1       | 3       | 0       | 05      | 02      |
| 2015  | Finale          | 2e      | 6       | 3       | 3       | 0       | 010     | 03      |
| 2016  | Finale          | 2e      | 6       | 5       | 1       | 0       | 018     | 02      |
| 2019  | 3e              | 3e      | 6       | 3       | 1       | 2       | 07      | 06      |
| 2021  | Vainqueur       | 1er     | 7       | 5       | 2       | 0       | 12      | 3       |
| 2024  | Vainqueur       | 1er     | 6       | 5       | 1       | 0       | 10      | 1       |
| Total | 4 Titres        | 17/18   | 95      | 51      | 28      | 16      | 170     | 76      |

## Palmarès

### Compétitions officielles
- Coupe du monde

 Vainqueur (3) : 1978, 1986 et 2022.
 Finaliste (3) : 1930, 1990 et 2014.
- Coupe des confédérations

 Vainqueur (1) : 1992
 Finaliste (2) : 1995 et  2005.
- Coupe des champions CONMEBOL–UEFA

 Vainqueur (2) : 1993 et 2022.
- Jeux olympiques

 Finaliste (2) : 1928.
- Copa America

 Vainqueur (16) : 1921, 1925, 1927, 1929, 1937, 1941, 1945, 1946, 1947, 1955, 1957, 1959, 1991, 1993, 2021 et 2024.
 Finaliste (14) : 1916, 1917, 1920, 1923, 1924, 1926, 1935, 1942, 1959, 1967, 2004, 2007, 2015 et 2016.
 Troisième (5) : 1919, 1956, 1963, 1989 et 2019.
- Championnat panaméricain de football

 Vainqueur (1) : 1960.
 Finaliste (1) : 1956.

### Autres compétitions
- Copa Newton (17) : 1906, 1907, 1908, 1909, 1911, 1916, 1918, 1924, 1927, 1928, 1937, 1942, 1945, 1957, 1973, 1975, 1976.
- Copa Lipton (18) : 1906, 1907, 1908, 1909, 1913, 1915, 1916, 1917, 1918, 1928, 1937, 1942, 1945, 1957, 1962, 1968, 1976, 1992.
- Copa Premier Honor Argentino (7) : 1909, 1911, 1913, 1914,1918, 1919, 1980.
- Copa Centenario Revolución de Mayo (1) : 1910.
- Copa Premier Honor Uruguayo (5) : 1915, 1916, 1917, 1923, 1924.
- Copa Juan Mignaburu (5) : 1935, 1936, 1938, 1940, 1943.
- Copa Héctor Rivadavia Gómez (3) : 1935, 1936, 1943.
- Copa Roca (4) : 1923, 1939, 1940, 1971.
- Superclásico de las Américas (2) : 2017, 2019.
- Taça das Nações (1) : 1964.
- Coupe Kirin (2) : 1992, 2003.
- Copa Times of India (1) : 2011.
- Coupe San Juan (1) : 2019.

## Couleurs
| 1911–1974 Maillot traditionnel argentin |

La sélection argentine porte traditionnellement, depuis 1911, un maillot blanc et bleu ciel à rayures verticales, un short noir et des bas blancs (ou noirs). Ces couleurs valent à la sélection son habituel surnom d'Albiceleste. Le maillot extérieur est généralement de couleur bleu foncé.
Il est arrivé que les Argentins aient d'autres maillots. Leur premier match, en 1901 contre l'Uruguay, est joué avec un maillot blanc. Le 3 juin 1919, lors d'un match pour la mémoire de Roberto Chery, un joueur uruguayen mort quelques semaines plus tôt pendant un match, Argentine et Brésil portent respectivement le maillot uni bleu ciel de l'Uruguay, et le maillot jaune et noir de Peñarol. Lors de la Coupe du monde de 1958 en Suède, la sélection doit emprunter les maillots jaunes du club local, l'IFK Malmö, pour affronter l'Allemagne, car elle n'a pas apporté avec elle son jeu de maillots extérieurs.
Le maillot porte en écusson l'emblème de l'AFA, la fédération argentine de football.

Maillots de la sélection argentine
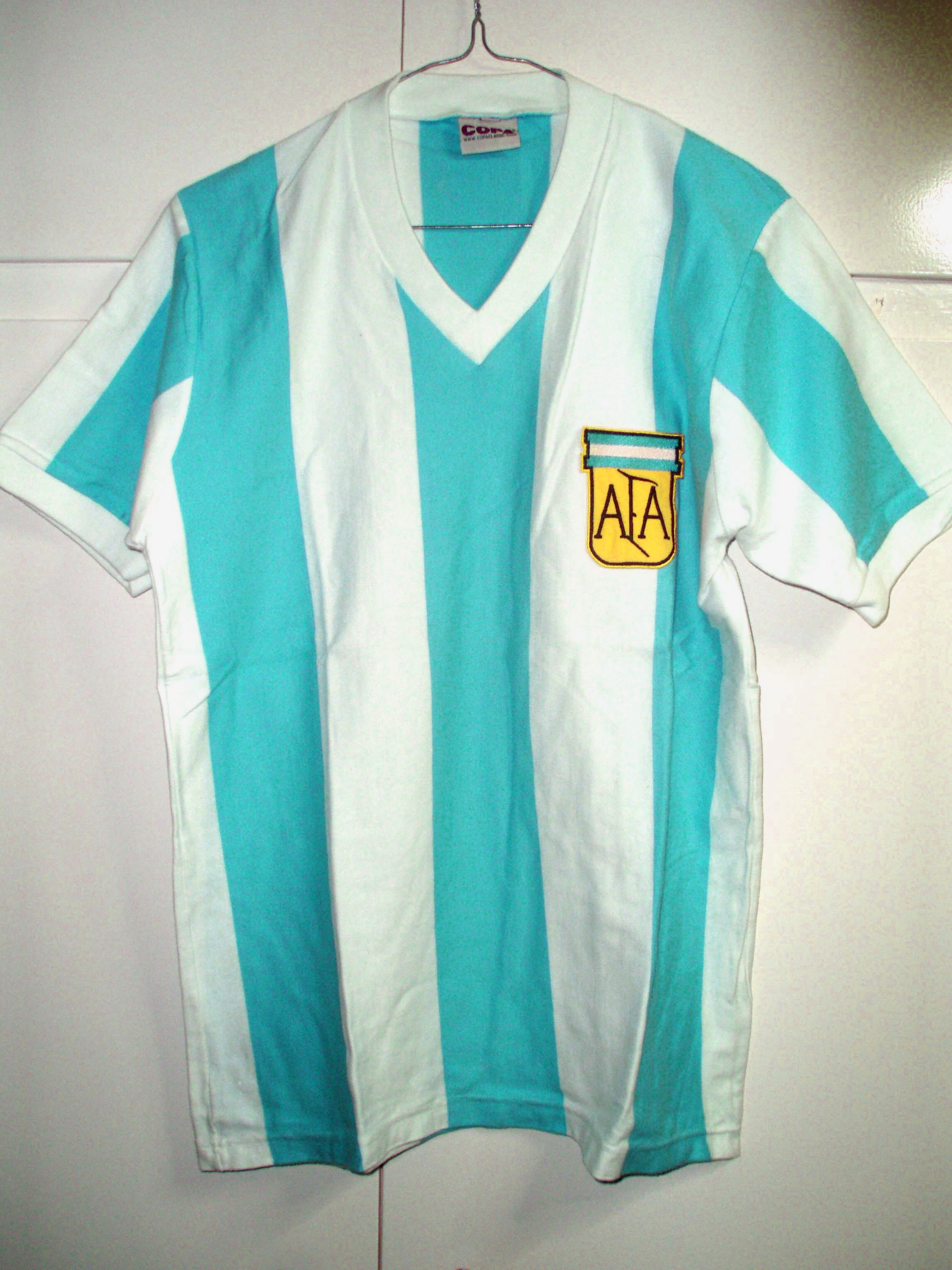
Coupe du monde 1978
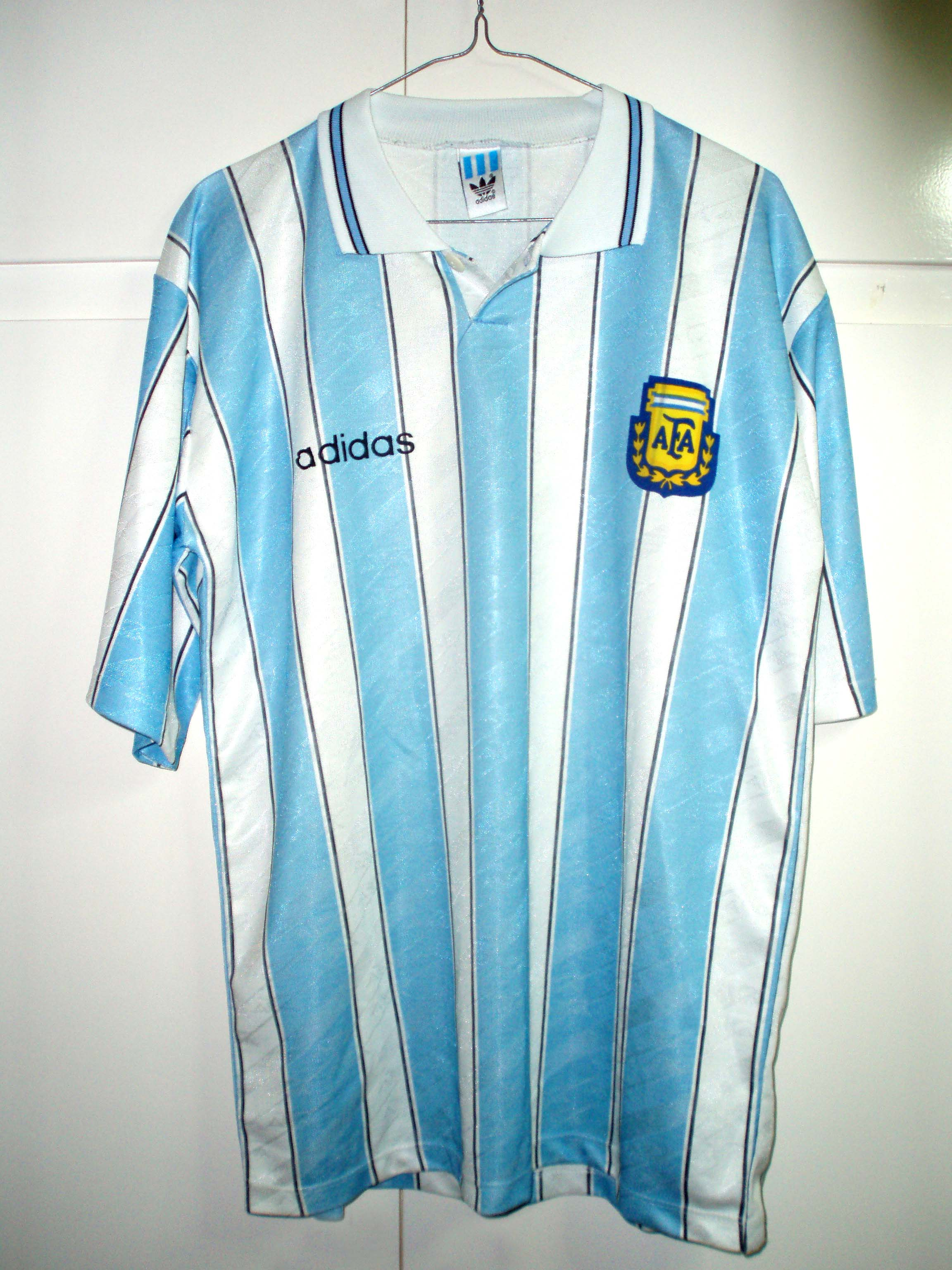
Coupe du monde 1994
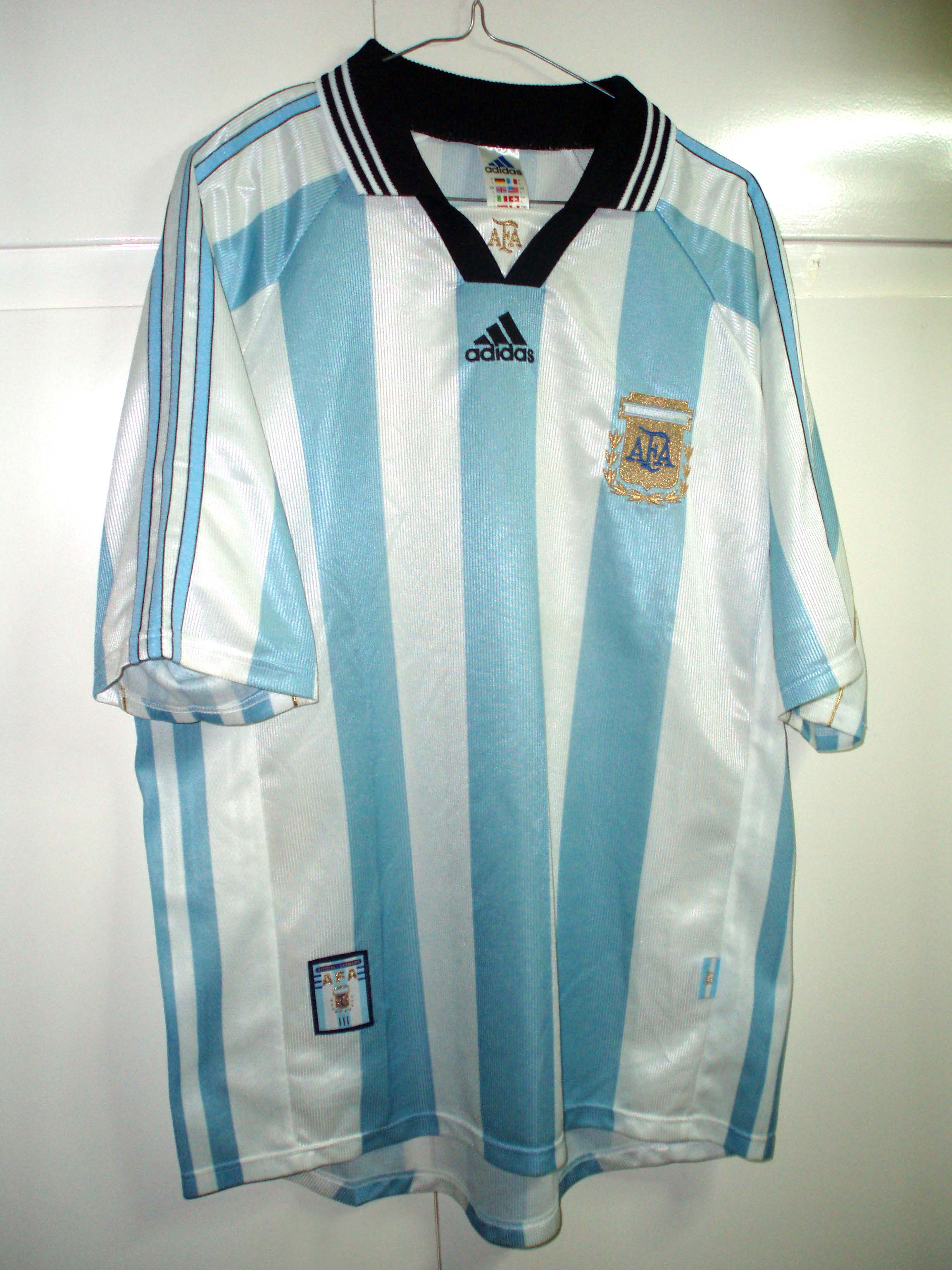
Coupe du monde 1998
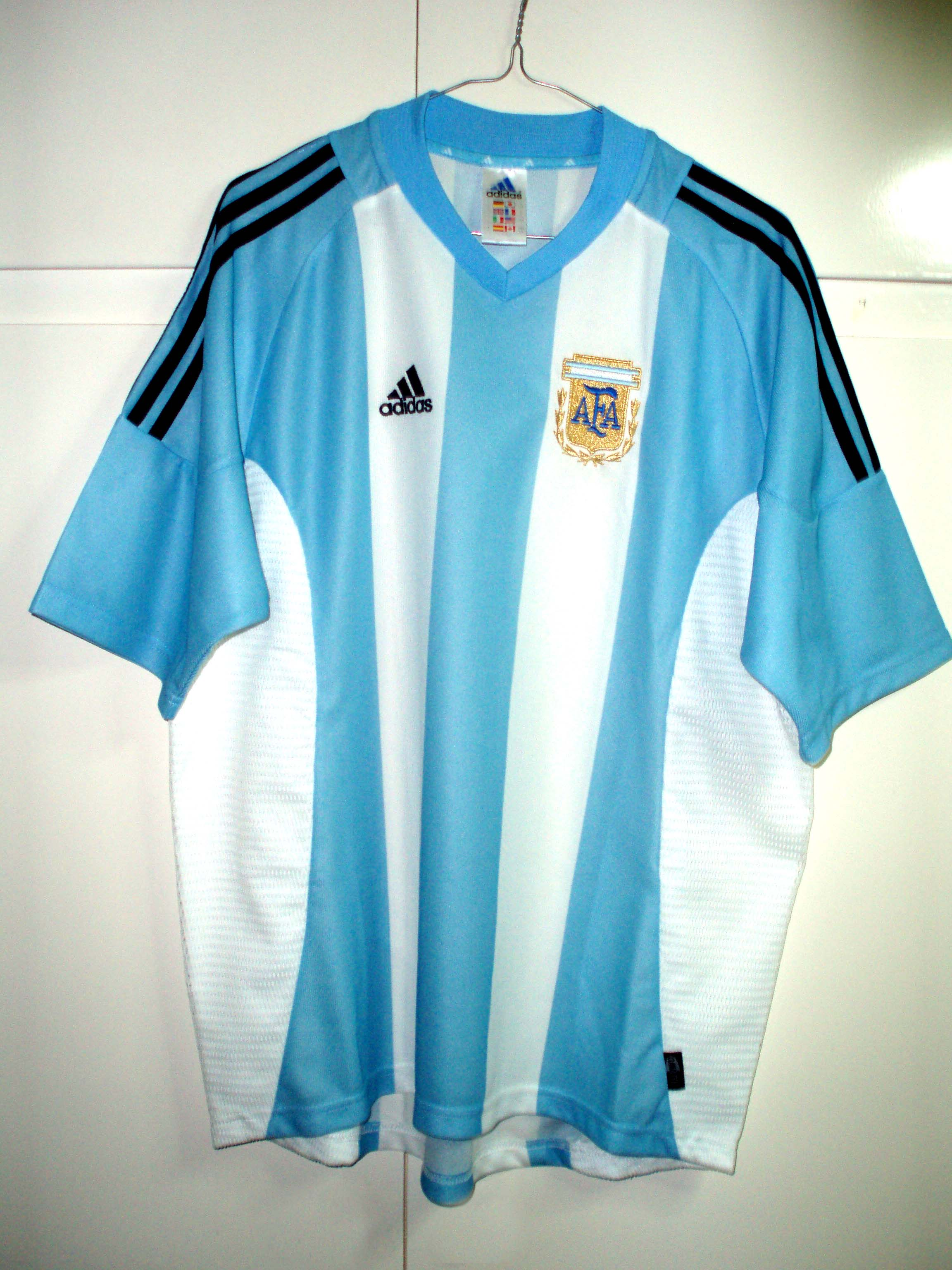
Coupe du monde 2002
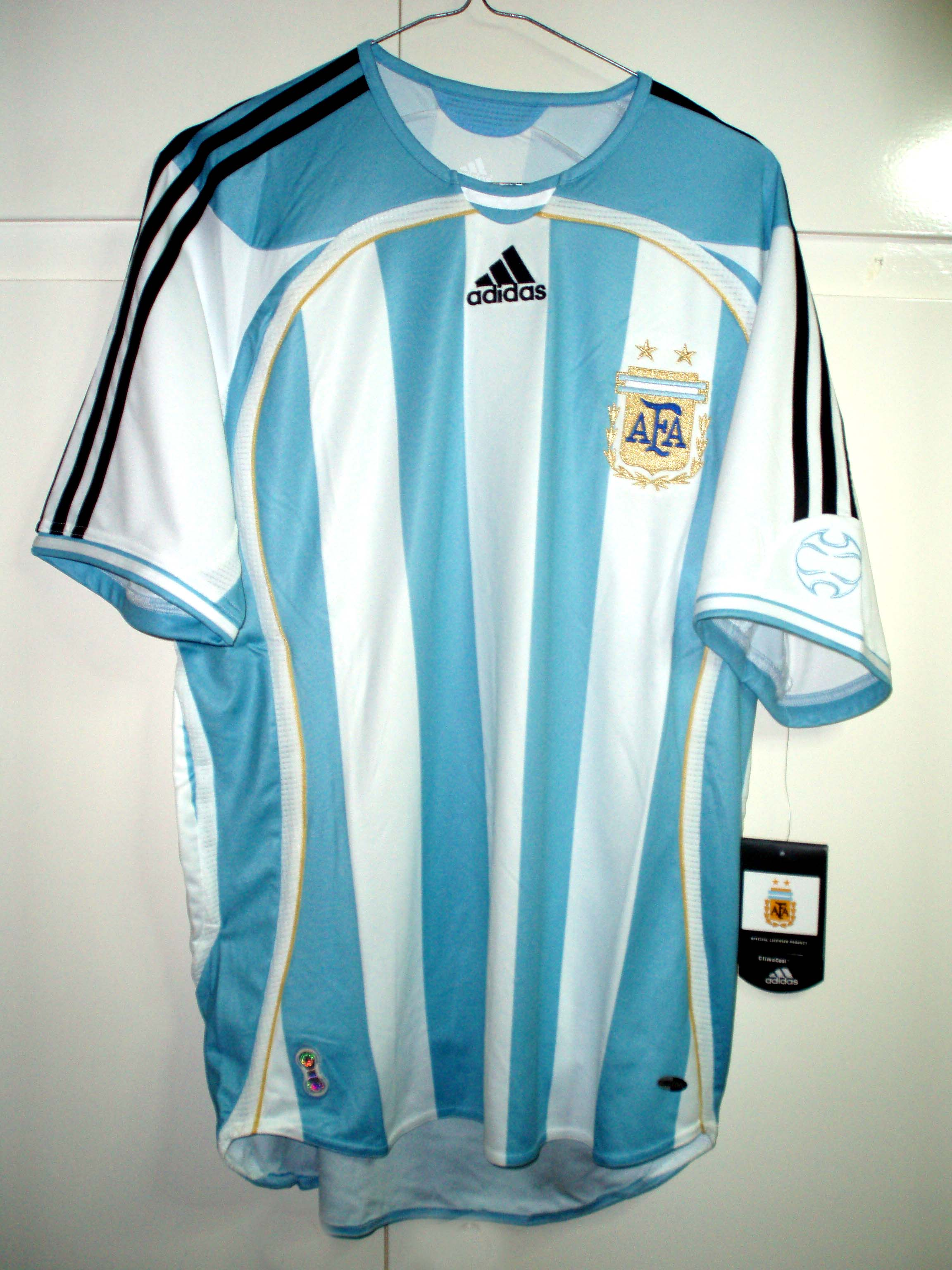
Coupe du monde 2006

## Infrastructures

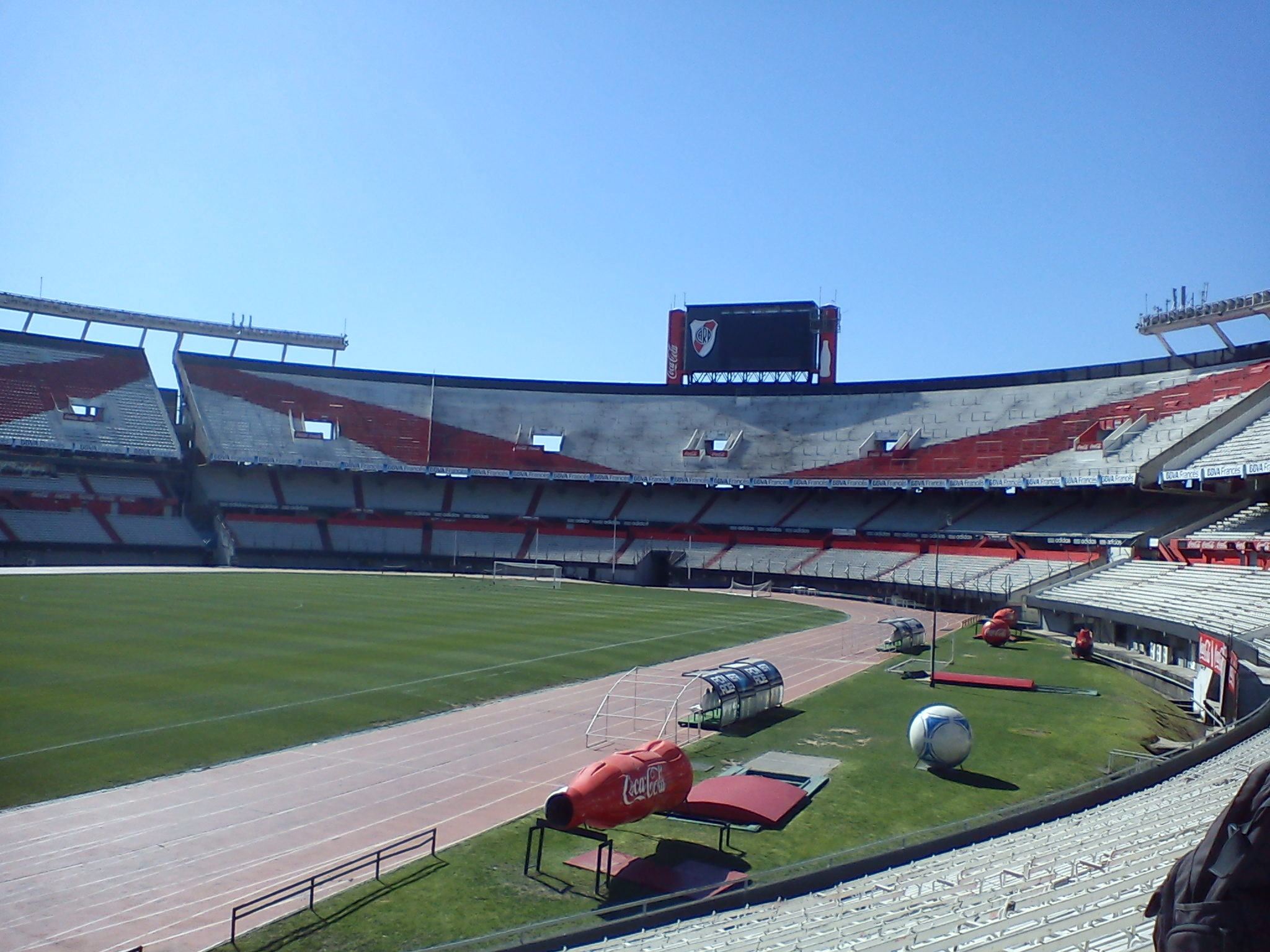
Vue de lEstadio Monumental

Le stade Antonio Vespucio Liberti, surnommé Estadio Monumental en français : « stade Monumental », est l'enceinte utilisée principalement par la sélection lorsqu'elle joue à domicile. Situé à Buenos Aires et utilisé par le club de River Plate, c'est le plus grand stade d'Argentine avec 74 700 places assises. Inauguré le 25 mai 1938, il a notamment accueilli la finale de la Coupe du monde de football 1978, remportée par l'Argentine, ainsi que celles des championnats sud-américains de 1946, 1987 et 2011.
Pour ses matchs moins importants, la sélection argentine utilise parfois d'autres stades, notamment à Avellaneda, où se trouvent les stades de deux autres grands clubs argentins, le Independiente et le Racing, mais aussi à Mendoza, Córdoba, San Juan, La Plata, Santa Fé ou encore Santiago del Estero.
Par ailleurs, la sélection dispose d'un centre d'entrainement appartenant à la fédération, le Complejo habitacional Deportivo de Ezeiza, également utilisé comme centre de formation.